# Svea livgarde
Svea livgarde (I 1/Fo 44) var ett infanteriförband inom svenska armén som verkade i olika former åren 1521–2000. Före 1793 var namnet enbart Livgardet. Förbandsledningen var förlagd i Kungsängens garnison i Kungsängen. Åren 1790–1974 var regementet en del av Kungl. Maj:ts Liv- och Hustrupper.

## Historia

### 1500–talet
Svea livgarde har anor från den livvakt om 16 man som dalkarlarna avdelade till Gustav Vasa i januari 1521. Den 23 april 1521 utsågs på nytt en livvakt till Gustav Eriksson, denna gång om endast fyra man, men i slutet av 1521 utökades livvakten till 18 man. Från och med 1523 utökades livvakten och kallades för Kunglig Majestäts drabanter. Samtidigt blev tyskarna allt fler inom kåren. I den äldsta bevarade förteckningen över drabantkårens medlemmar från 1527 omfattade den 23 knektar, av vilka 15 var tyskar. Musikerna var redan tidigt 8 ordinarie, trumslagare och pipare oräknade.

### 1600-talet
Hela eller delar av drabantkåren ingick i Konungens liv- och hovregemente, uppsatt 1613, och bestående mest av tyskar, tillsammans med Gula brigaden, som deltog i Gustav II Adolfs fälttåg i Tyskland.
Regementets två första kompanier utgjorde konungens livvakt och räknade i sina led till största delen svenskar. Efter slaget vid Lützen följde de 60 överlevande av gardet konungens lik till Sverige, varefter gardets personal utökades till 148 man. 1644 förenades det med ett dels i östersjöprovinserna, dels i Svealand uppsatt regemente till ett stort hovregemente, över vilket Magnus Gabriel De la Gardie blev chef. Större delen av regementet upplöstes efter 1660 förutom den i Sverige lämnade delen som utvecklades till Gardes 1. Hovregemente.
Året efter freden i Oliva, den 20 maj 1661, var gardet så fördelat, att 10 kompanier, som räknade 735 man, låg som garnison i Riga, 4 kompanier på 250 man låg i Damm (bredvid Stettin), samt 1 kompani på 188 man i Stockholm — tillsammans således 1 173 man. Under de följande åren upplöstes dock alla kompanierna, utom det i Stockholm, som 1665 räknade 163 man, varav 43 drabanter. Regementet uppsattes dock åter efter Karl XI den 28 september 1675 kröntes till kung.
Efter att indelningsverket etablerades i Sverige av Karl XI så behöll Livgardet det äldre sättet att rekrytera med värvningar. Under fredstid var kraven hårda på den individuella rekrytens förmågor och disciplin. Officers aspiranter var oftast personer från lågadeln men dom började sin karriär som vanliga meniga soldater för att få känn på yrket från grunden. Under Karl XIs tid blev runt 40% av officerare som hade tjänst i Livgardet Överstar eller andra högre grader. Dom var också märkbart representerade i civila befattningar. 
År 1693 var tolv musiker. så kallade musikanter, fast anställda, och dessutom tolv pipare och tjugofyra trumslagare. Musikanterna var organiserade på olika hovstater, det vill säga budgetposter, emedan spelen-trumslagare och pipare var uppförda på respektive kompani. 1693 års musikanter var till hälften med tyska namn och resten svenska. Några av dem arbetade parallellt som hovtrumpetare och uppbar som sådana dubbel lön.

### 1700-talet

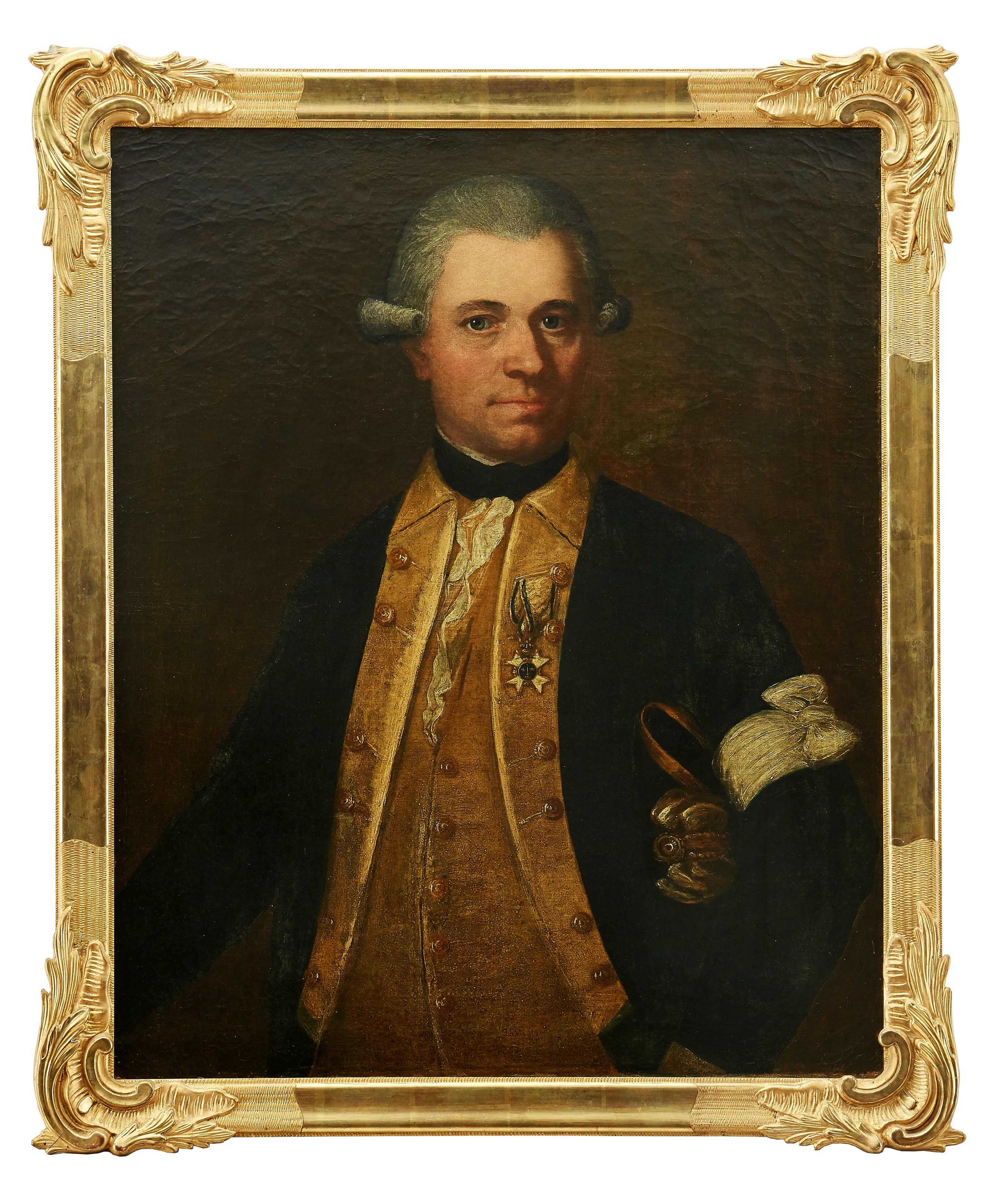
Kapten Friherre Ulrik Vilhelm von Düben i uniform m/1765 för Livgardet, med Svärdsorden på bröstet. Avporträtterad 1777 av Anders Eklund.

Regementet utökades till 24 kompanier och deltog med utmärkelse i stora nordiska kriget, där det efter slaget vid Poltava föll i fångenskap i samband med Kapitulationen vid Perevolotjna. Regementschefen Carl Magnus Posse föll med övriga regementet i fångenskap och fördes till Moskva där han dog 1715. Efter Karl XII ankomst till Turkiet, befallde han att gardet skulle återuppsättas i Sverige samt organiseras på 25 kompanier. Regementet hade dock svårigheter med rekryteringen, då endast 12 kompanier var organiserade vid början av 1713. Vilket gjorde att Karl XII förnyade sin befallning, men utan någon större framgång.
Gardet deltog med distinktion i Gustav III:s ryska krig, och kom att bära segernamnet Svensksund på sina fanor. Regementet vann också en beryktad seger vid Landstigningen vid Kachis kapell.
I samband med att Lätta dragonkåren av Livregementet 1793 utökades och gjordes till ett självständigt regemente bytte regementet namn från Livgardet till Svea garde.

### 1800-talet

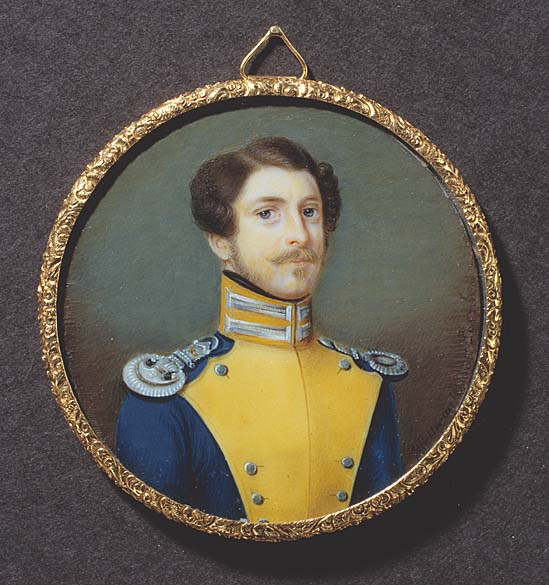
Fritz von Dardel i regementets uniform, Frack m/1833, med epåletter för en underlöjtnant. Miniatyrmålning utförd av Gustaf Hieronymus Hallman, troligen från 1840-talet.

I början av mars 1808 överfördes en bataljon med bland annat 200 man från Svea livgarde, Finska gardesregementet och Svenska gardesregementet till Åland. Bataljonen gjorde i juni 1808 ett misslyckat landstigningsförsök vid Lemo nära Åbo. Efter att truppen förstärkts så att respektive gardesregemente hade en bataljon på Åland gjordes ett nytt misslyckat landstigningsförsök i september 1808 vid Lakolaks och Helsinge. Gustav IV Adolf visade sitt missnöje över gardesregementenas insatser under Finska kriget genom att degradera dem till "vanliga" värvade regementen och Svea livgarde uppkallades i oktober 1808 efter regementschefen Carl Johan Fleetwood. Under namnet Fleetwoodska regementet fick det motta fem kompanier ur Svenska gardesregementet. Omedelbart efter Gustav IV Adolfs avsättning i mars 1809 återfick regementet gardesrangen under det tidigare namnet Svea livgarde. Soldater från Svea livgarde är också kända för att närvarat vid det Fersenska mordet i Stockholm 1810, men inte agerat för att stoppa lynchningen.
Den rangordning som hade fastställts i 1634 års regeringsform började halta och skapa luckor efter freden i Fredrikshamn den 17 september 1809, då Finland tillföll Ryssland och de svenska regementen i Finland upplöstes. Därmed fanns det ett behov med att skapa ett nytt system. Under kronprins Karl Johans tid infördes 1816 ett nytt numreringssystem, där de svenska regementena genom en generalorder den 26 mars 1816 tillfördes ett officiellt ordningsnummer, till exempel № 1 Svea livgarde.
Till grund för numreringen låg inte bara ett regementes status, utan också de svenska landskapens inbördes ordning, samt att Svealand, Götaland och Norrland skulle varvas. De lägsta ordningsnumren tilldelades "liv- och hus- trupperna". Dessa nummer hade dock ingenting med rangordningen att göra, vilket bland annat framgår av gamla förteckningar där infanteri- och kavalleriförband är blandade just med hänsyn till rang och värdighet. Från att ha delats på 10 kompanier om 80 man sattes regementet 1831 på åtta kompanier med tillsammans 820 nummer.

### 1900-talet
Genom 1901 års härordning ökades det till 12 kompanier (tre bataljoner) och ett kulsprutekompani men antalet volontärer nedsattes till 555 man (musikpersonal inräknad) och genom 1914 års härordning ytterligare till 540 man. Kungl. Svea Livgardes musikkår var länge rikets främsta regementsmusik och många av dess medlemmar var även verksamma i Kungl. Hovkapellet. Musikkåren hade trettiosex befattningar och ett antal elevplatser. I samband med 1914 års härordning justerades 1914 samtliga ordningsnummer inom armén. För Svea livgarde innebar det att regementet blev tilldelad beteckningen I 1. Justeringen av beteckningen gjordes för att särskilja regementen och kårer mellan truppslagen. Det med bakgrund till att namn och nummer som till exempel № 3 Livregementets grenadjärkår och № 3 Livregementets husarkår kunde förefalla egendomliga för den som inte kände till att förbanden ifråga tillhörde skilda truppslag.
I samband med försvarsbeslutet 1925 beslutades det att Göta livgarde skulle avvecklas den 31 december 1927 och att Svea livgarde skulle överta fästningsinfanteriet från Vaxholms grenadjärregemente (I 26) samt att ett garnisonskompani skulle organiseras. Vidare skulle stridsvagnsverksamheten som påbörjats 1922 vid Svea livgarde fortsätta och utvecklas. Men med beslutet så blev Svea livgarde både oproportionerligt och oformligt stort, då det både skulle sätta upp egna fältförband, svara för krigsbesättning av Vaxholms fästning, som enda förband bedriva stridsvagnsutbildning samt svara för garnisonstjänst. Göta livgardes dåvarande sekundchef John Nauckhoff kom i slutet av 1925 med ett förslag, som gick ut på att Svea livgarde skulle ombildas till Livgardet, och sedan bestå av regementsstab och två förbandsdelar, Svea och Göta livgarde.
Vid 1927 års riksdag hävdes beslutet om avvecklingen av Göta livgarde, istället beslutades det att Svea livgarde skulle delas till två regementen. Det ena regementet under namnet Svea livgarde och organiserat som ett normal infanteriregemente, det andra under namnet Göta livgarde bestående av två bataljoner och ett självständigt garnisonskompani. Den nya organisationen trädde i kraft den 1 januari 1928.
Genom försvarsbeslutet 1936 beslutades bland annat att Göta livgarde skulle avvecklas den 30 september 1939. Regementets förband kom i huvudsak att fördelas på tre kvarvarande regementen, stridsvagnsbataljonen fördelades på Skaraborgs regemente (I 9) och Södermanlands regemente (I 10), medan garnisonskompaniet överfördes till Svea livgarde.
Åren 1942–1946 var regementet organiserat delvis till ett motoriserat cykelinfanteriförband. Genom försvarsbeslutet 1948 omorganiserades krigsorganisationens pansarbrigader, vilket fick regeringen att föreslå att två regementet skulle organiseras som pansarinfanteriregementen, Svea livgarde och Södra skånska infanteriregementet. Vidare beslutades att det provisoriskt förlagda garnisonskompaniet, från Göta livgarde, skulle helt inordnas i regementet. Dock kom kompaniet medförde att kompaniets utbildning var förlagd på annan ort minst tre månader om året. Samtidigt utgick karaktären av cykelregementen i samband med att cykeltransportförband tillfördes armén.
Svea livgarde kom att utbilda, utöver till sin egen infanteribrigad, infanteriförband till Blåa brigaden (PB 6) och Södermanlandsbrigaden (PB 10). Denna organisation gällde fram till 1957, då pansartrupperna övertog utbildningen själva.
Inför försvarsbeslutet 1958 föreslog regeringen för riksdagen bland annat att Upplands regemente (I 8) och Östgöta luftvärnsregemente (Lv 2) skulle avvecklas som fredsförband, samt att dess kasernetablissement skulle övertas av två Stockholmsförband, Signalregementet (S 1) respektive Svea artilleriregemente (A 1). Bakgrunden till förslaget var att bland annat att det fanns en önskvärdhet att minska antalet fredsförband i Stockholmsregionen. Det i syfte som ett önskemål från det civila samhället att få disponera försvarets mark på Järvafältet för bostadsbebyggelse och andra civila ändamål. År 1962 fick fortifikationsförvaltningen i uppdrag av regeringen att tillsammans med försvarets fastighetsnämnd projektera och utreda nya kasernetablissement ytterligare två Stockholmsförband, Svea livgarde (I 1) och Svea ingenjörregemente (Ing 1). Det efter att staten och samhället ville i huvudsak friställa Järvafältet från militär verksamhet för att möjliggöra fältets användning för civil statlig verksamhet samt för bostadsexploatering. Placering av de nya kasernetablissementen föreslogs uppföras i Upplands-Bro landskommun i Uppsala län respektive 
Turinge landskommun och Östertälje landskommun i Stockholms län. Hösten 1963 antog riksdagen regeringens förslag om markförvärv på de föreslagna platserna. Vilket följdes upp 1964 med ett förslag från regeringen om äskande av ekonomiska medel för att uppföra de två nya kasernetablissementen. Den totala kostnanden för de två kasernetablissementen uppskattades till 308 miljoner kronor, vilket fördelades på 160 miljoner kronor för Svea livgarde och 148 mmiljoner kronor för Svea ingenjörregemente. Arbetet med de nya kasernetablissementen avsågs påbörjas i maj 1964, för att vara färdigställda i den omfattning att de två förbanden skulle kunna flytta in åren 1969 och 1970. Byggnadsarbetena omfattades av en förberedande etapp, samt sju byggnadsetapper. Kasernerna ingick i den fjärde byggnadsetappen, vilken avsågs påbörjas i november 1965. Totalt planerades 13 kaserner att uppföras vid det två nya kasernetablissementen. Där Svea livgarde hade ett planerat behov på 1320 förläggsninplatser fördelat på åtta kaserner. Svea ingenjörregemente hade ett planerat behov på 1125 förläggsninplatser fördelat på fem kaserner.
I samband med OLLI-reformen, vilken genomfördes inom försvaret åren 1973–1975, sammanslogs Livgardesskvadronen med Stockholms försvarsområde (Fo 44). Vilka genom sammanslagningen den 1 juli 1975 bildade försvarsområdesregementet Livgardets dragoner (K 1/Fo 44). Detta medförde att inom Stockholms försvarsområde blev Livgardets dragoner ett A-förband (försvarsområdesregemente), Svea livgarde (I 1), Svea ingenjörregemente (Ing 1), Roslagens luftvärnsregemente (Lv 3), blev ett B-förband (utbildningsförband). Livgardets dragoner fick det samlade mobiliserings- och materialansvaret inom försvarsområdet, och B-förbanden svarade endast som utbildningsförband.
Inför försvarsbeslutet 1982 föreslog överbefälhavaren att ansvaret för Stockholms försvarsområde (Fo 44) skulle överföras till Svea livgarde (I 1) senast 1985, samt att Livgardets dragoner skulle uppgå som en utbildningsbataljon i Svea livgarde. I förslaget så ansåg han att en mindre del skulle kvarstå i Stockholm, bland annat garnisonsavdelningen, hemvärns- och frivilligavdelningen samt ett serviceförråd. Försvarsutskottet delade överbefälhavarens förslag, då det fanns ett överskott på utbildningsplatser inom kavalleriet, och att man föreslog att sträva efter att utnyttja överkapaciteten vid förband som låg nära varandra och att därigenom kunna avveckla eller omdisponera för andra ändamål anläggningar som i dag disponeras av kavalleriet. Vidare såg försvarsutskottet det som naturligt att Svea livgarde ansvarade över Stockholms försvarsområde (Fo 44). Då ansvaret för produktion av brigader, mobilisering och krigsplanläggning hålls samman under en chef.
Den 1 oktober 1984 införlivades Livgardets dragoner (K 1) som en del i Svea livgarde. Från samma datum överfördes även försvarsområdesstaben för Stockholms försvarsområde (Fo 44) till Svea livgarde. Regementet antog därmed namnet Svea livgarde (I 1/Fo 44). 
Inför försvarsutredning 88 stod det klart att fyra brigadproducerande regementen skulle avvecklas. Bakgrunden var att de ekonomiska problem som uppkommit inom försvaret under 1970-talet och 1980-talet, kvarstod och rätades ej ut i samband med försvarsbeslutet 1987. Därav begärde Regeringen Carlsson I en ny utredning från överbefälhavaren Bengt Gustafsson, Försvarsutredning 88 (FU 88), om arméns utveckling. Utredning ledde till att Riksdagen i december 1989 beslutade om att armén från den 1 juli 1992 skulle bestå av 18 brigader, en minskning med 11 brigader. I valet av vilka brigadproducerande regementen som skulle avvecklas ställdes hela tio regementen mot varandra. I regeringens samlade bedömning skulle fem Norrlandsbrigader (eller motsvarande) behållas på grund av operativa skäl. Vidare bedömdes det av operativa och beredskapsmässiga skäl att det skulle finnas fredsförband i Stockholmsområdet. Därmed undantogs Svea livgarde (I 1/Fo 44) och Södermanlands regemente (P 10/Fo 43) från den utredning om vilka regementet som skulle avvecklas. Då regeringen såg det som önskvärt att ha möjligheten till att organisera pansar- eller mekaniserade förband, lokaliserade till norra och södra sidan av Mälaren och jämförelsevis nära Stockholm.
I försvarsutredning 88 hade regeringen förslagit för riksdagen att Försvarets FN-skola i Södertälje, skulle omlokaliseras till Kungsängen. För att där sammanslås med FN-avdelningen vid Chefen för armén, och bilda ett FN-center. Våren 1991 beslutade dock riksdagen på nytt, att Almnäsetablissementet istället skulle bibehållas fram till försvarsbeslutet 1992, vilket även riksdagen fastslog om i försvarsbeslutet 1992. Dock fick Svea livgarde det övergripande ansvaret för stödproduktionen i Almnäs.
Inför försvarsbeslutet 1992 föreslog regeringen att krigsorganisationen skulle spegla fredsorganisationen. Därmed föreslogs att brigaden vid regementet skulle avskiljas från regementet, för att bilda ett självständigt kaderorganiserat krigsförband inom Mellersta militärområdet (Milo M). Även Livgardets dragoner avskiljdes vid samma tidpunkt för att bilda ett självständigt utbildningsförband. Den nya organisationen trädde i kraft den 1 juli 1994, därefter kom Svea livgarde bland annat att omfatta en försvarsområdesstab, depåverksamhet, skjutfältsdetalj och hemvärns- och frivilligdetalj.
Inför försvarsbeslutet 2000 föreslog regeringen i sin propositionen för riksdagen, att den taktiska nivån skulle reduceras genom att fördelnings- och försvarsområdesstaber samt marinkommandon och flygkommandon skulle avvecklas. Detta för att utforma ett armétaktiskt, marintaktiskt respektive flygtaktiskt kommando vilka skulle samlokaliseras med operationsledningen. Förslaget innebar att försvarsområdesstaben vid Svea livgarde skulle avvecklas. Regeringens förslag till riksdagen innebar en kraftig reducering av arméförbanden. Det innebar bland annat att av de tretton brigadförbanden inom armén, skulle endast sex arméförband kvarstå för utbildning av armébrigadledningar och mekaniserade bataljoner. Vidare ansågs att de skulle vara relativt jämnt geografiskt fördelade över landet. Regeringen föreslog att upplösa och avveckla de fem infanteribrigaderna Livgardesbrigaden (MekIB 1), Värmlandsbrigaden (IB 2), Smålandsbrigaden (IB 12), Hallandsbrigaden (IB 16) och Dalabrigaden (NB 13). Detta då regeringen ansåg att bibehålla dem skulle kräva omfattande investeringar för att kunna utgöra enheter för mekaniserad utbildning. Vidare ansågs att deras övnings- och skjutfält i vissa fall var begränsande.

### 2000-talet
Försvarsområdesstaben vid Svea livgarde upplöstes och avvecklades den 30 juni 2000. Utbildningsbataljonerna vid Livgardesbrigaden (IB 1) samt vid Livgardets dragoner (K 1) sammanfördes till den 1 juli 2000 till en utbildningsenhet som antog namnet Livgardet (LG). De två bataljonerna antog namnen Gardesbataljonen samt Dragonbataljonen. Vid tiden för sammanslagningen ansågs Svea livgarde vara det näst äldsta militära förbandet i världen, bara Schweizergardet grundat 1509 var äldre.

## Ingående enheter
Genom 1901 års härordning fastställdes att tillgång till trupp skulle regleras genom allmän värnplikt, vilket bland annat resulterade i att infanteriregementena utökades med en bataljon och kom att omfatta tre infanteribataljoner. I samband med krigsutbrottet 1914 fastställdes försvarsbeslutet 1914, vilket bland annat medförde att linjeregementet I 1 organiserades och mobiliserades. I likhet med övriga infanteriregementen skulle också ett reservregemente sättas upp, dock kom dessa aldrig att mobiliseras. Vidare infördes en brigadorganisation inom armén, där två infanteriregementen bildade en brigad. I 1 tillsammans med I 2 bildade 7. infanteribrigaden, ingående i IV. arméfördelningen. Genom försvarsbeslutet 1925 reducerades försvaret kraftigt. Bland annat så utgick reservregementena samt att antalet arméfördelningar reduceras med två. Vidare reducerades samtliga infanteriregementen med en bataljon och kom att från den 1 januari 1928 bestå av två infanteribataljoner. De tidigare linjeregemente ersattes samtidigt med begreppet fältregemente. Som en följd av försvarsnedskärningarna under slutet av 1920-talet, kunde regementet vid krigsutbrottet 1939 endast mönstra två bataljoner, dock var dessa inte helt fulltaliga eller rustade. I den nya organisationen kom regementet underställas chefen för Östra arméfördelningen. Genom försvarsbeslutet 1942 stärktes dock försvarets krigsorganisation, vilket bland annat medförde att infanteriregementena tillfördes en tredje bataljon, samt att i stort sett samtliga kom att sätta upp två fältregementen. Dels det ordinarie regementet, men sen ett helt nytt som blev ett så kallat dubbleringsregemente. Dubbleringsregementet erhöll det ordinarie regementets nummer plus 30. Det vill säga fältregementetna numrerades som i Svea livgardes fall, I 1 och I 31. Det fredstida regementet betecknades som I 1 depå, för att särskilja det från krigsförbanden. Genom försvarsbeslutet 1948 kom fältregementena att omorganiseras till brigader. Vid Svea livgarde kom endast fältregementet Svea livgarde att omorganiseras till brigad. Stockholms infanteriregemente fördelades mellan Blåa brigaden (PB 6) och Södermanlandsbrigaden (PB 10).

### 7.infanteribrigaden
7. infanteribrigaden var en infanteribrigad inom IV. arméfördelningen som verkade åren 1915–1927 och bestod av Svea livgarde och Göta livgarde.

### Gula brigaden
Gula brigaden (IB 1) bildades 1949 genom att fältregementet Svea livgarde (I 1) omorganiserades till brigad. Brigaden kom till en början att bli Svea livgardes enda brigad. Genom försvarsbeslutet 1982 beslutades riksdagen att arméns brigadorganisation skulle minskas, därmed utgick Gula brigaden den 30 juni 1985 ur krigsorganisationen. Namnet kom dock att övertas av systerbrigaden, Upplandsbrigaden.

### Livgardesbrigaden
Livgardesbrigaden (IB 1), ursprungligen Upplandsbrigaden (IB 38), tillkom till regementet 1957 genom försvarsbeslutet 1958. Bakgrunden var att den överfördes från Upplands regemente (I 8), vilket upplöstes och avvecklades genom samma försvarsbeslut. Genom försvarsbeslutet 1972 kom brigaden kom att bli Svea livgardes anfallsbrigad, då den antogs till brigadorganisationen IB 77. Den 1 juli 1985 antog brigaden namnet Gula brigaden (IB 1). I början av 1990-talet var brigaden en av försöksbrigaderna inför brigadorganisationen IB 2000. År 1994 byttes namnet till Livgardesbrigaden (IB 1). Den 1 juli 1994 avskildes Livgardesbrigaden från regementet, för att bli ett kaderorganiserat krigsförband inom Mellersta militärområdet (Milo M), under det namnet Livgardesbrigaden (IB 1 (Mek)). Brigaden upplöstes och avvecklades den 30 juni 2000 i samband med försvarsbeslutet 2000.

### Livgardets dragoner
Livgardets dragoner (K 1) införlivades den 1 oktober 1984 som en del i Svea livgarde. Genom denna organisationsförändring övertog även Svea livgarde försvarsområdesstaben för Stockholms försvarsområde (Fo 44) från Livgardets dragoner (K 1). Den 1 juli 1994 avskildes Livgardets dragoner och blev återigen ett självständigt utbildningsförband.

### Stockholms försvarsområde
Stockholms försvarsområde (Fo 44) bildades den 1 oktober 1942 och hade sin stab lokaliserad till Stockholms garnison. Den 1 januari 1947 uppgick delar av Norrtälje försvarsområde (Fo 45) i försvarsområdet. Den 1 juli 1975 tillkom även Vaxholms försvarsområde (Fo 46), vilket medförde att Stockholms försvarsområde omfattade hela Stockholms län. I samband med OLLI-reformen den 1 juli 1975 fick Stockholms försvarsområde gemensam stab med Livgardets dragoner (K 1). Genom den omorganisationen lokaliserades försvarsområdesstaben med regementet vid Lidingövägen. Genom försvarsbeslutet 1982 överfördes försvarsområdesstaben till Svea livgarde, både organisatoriskt samt att den lokaliserades till Kungsängen med övriga regementsstaben. Stockholms försvarsområde upplöstes och avvecklades tillsammans med regementet den 30 juni 2000.

### Utbildningskompanier
1. Livkompaniet
2. (Vakant)
3. kompaniet
4. kompaniet
5. kompaniet
6. kompaniet
7. kompaniet
8. kompaniet
9. (Vakant)
10. (Vakant)
11. kompaniet
12. kompaniet

## Förläggningar och övningsplatser
- Regementet förlagt i Stockholm (1843–1946): 59°20′5″N 18°5′42″Ö / 59.33472°N 18.09500°Ö
- Regementet förlagt i Sörentorp, Solna (1947–1970): 59°23′40″N 17°59′46″Ö / 59.39444°N 17.99611°Ö
- Regementet förlagt i Kungsängen (1970–2000): 59°30.872′N 17°46.744′Ö / 59.514533°N 17.779067°Ö

### Förläggning
Fram till 1901 var det ett värvat regemente, ursprungligen inkvarterat hos Stockholms borgerskap. Åren 1803-1946 var regementet kasernerat i Stockholm (först i Fredrikshovs slott. År 1888 flyttade regementet in i ett nytt kasernetablissement på Linnégatan med Göta livgarde som granne. Här hade man uppfört två i allt väsentligt lika kasernetablissement för Svea livgarde och Göta livgarde med huvudfasader mot Linnégatan. Byggnaderna uppfördes efter ritningar av Ernst Jacobsson som var en av Sveriges ledande kasernarkitekter. De båda kasernetablissementen färdigställdes med två års mellanrum, 1888 stod Svea livgarde klart och 1890 stod Göta livgarde klart.
I början av 1940-talet började den sedan decennier planlagda utflyttningen av regementet till Järvafältet att bli verklighet. Den 5 oktober 1946 hölls en avflyttningsceremoni i parken vid Linnégatan, där en minnesstenen restes. Dåvarande sekundchef, överste G. M. Stedingk överlämnade minnesstenen till Stockholms stad, representerad av stadskollegiets ordförande, borgarrådet Yngve Larsson. Den 30 september 1946 hade regementet lämnat Linnégatan helt, därmed lämnades Stockholm som varit förläggningsort i mer än 400 år. Redan den 16 oktober 1940 hade regementet påbörjat sin omlokalisering till Sörentorp, där man till en början var förlagd i ett barackläger. Den 21 september 1947 hölls en inflyttningsceremoni i Sörentorp. Etablissementet i Sörentorp uppfördes på 1940-talets planering med att sprida ut byggnaderna, i syfte att få det se ut som civilbebyggelse.
I samband med den så kallade Mälarkarusellen, eller Stockholmskarusellen, beslutades att regementet skulle omlokaliseras till den egendom som tillhörde Granhammars slott i Upplands-Bro kommun. Den 18 april 1970 hölls en avflyttningsceremoni och den 30 juni 1970 lämnades Sörentorp officiellt. Från den 1 juli 1970 verkade regementet på ett modernt och nyuppfört kasernområde i Kungsängen, ditt inflyttningen påbörjats den 11 maj 1970, samt att en inflyttningsceremoni hölls den 27 maj 1970. Kasernetablissementets kanslihus, kaserner och excercishus uppfördes på ett gammalt sätt, det vill säga kring en rektagulär kaserngård. Området i Kungsängen planerades utifrån miljonprogrammet, där husbyggnadet utgick från automobilisering, hård planering, funktionalism, samt en vilja att komma ifrån den trånga stenstaden som tillsammans med en ekonomiskt snäv ram påverkade miljonprogramhusens utformning. Vilket kan ses genom avsaknaden utsmyckning av fasaderna på byggnaderna, vilka är betonggråa. Byggnaderna följer annars samma stil som de byggnader som uppfördes i Almnäs, det vill säga t-formade kaserner med huvudfasaden mot kaserngården och kanslihuset placerad längs kaserngårdens kortsida.

### Detachement
Då Svea livgarde har varit ett av de ledande förbanden i Stockholmsregionen, kom regementet att ha flera olika detachement runt om och i Stockholm. Bland annat i samband med att Livgardets dragoner 1984 blev en del av Svea livgarde, kom ett detachement att organiseras i Stockholm. Detta då kavalleriutbildningen skulle kvarstå vid Livgardets Kavallerikasern. Vidare var regementet huvudman för depåverksamheten vid Almnäs garnison åren 1994–2000.

### Övningsplatser
Regementet vapenövades fram till 1905 på Ladugårdsgärdet. Från att Ladugårdsgärdet lämnades, övades regementet vid Järvafältet. Efter att regementet flyttades till Kungsängen i början av 1970-talet, lämnades även Järva skjutfält som övningsplats. Istället kom regementet och dess förband att övas på Kungsängens övnings- och skjutfält.

## Heraldik och traditioner

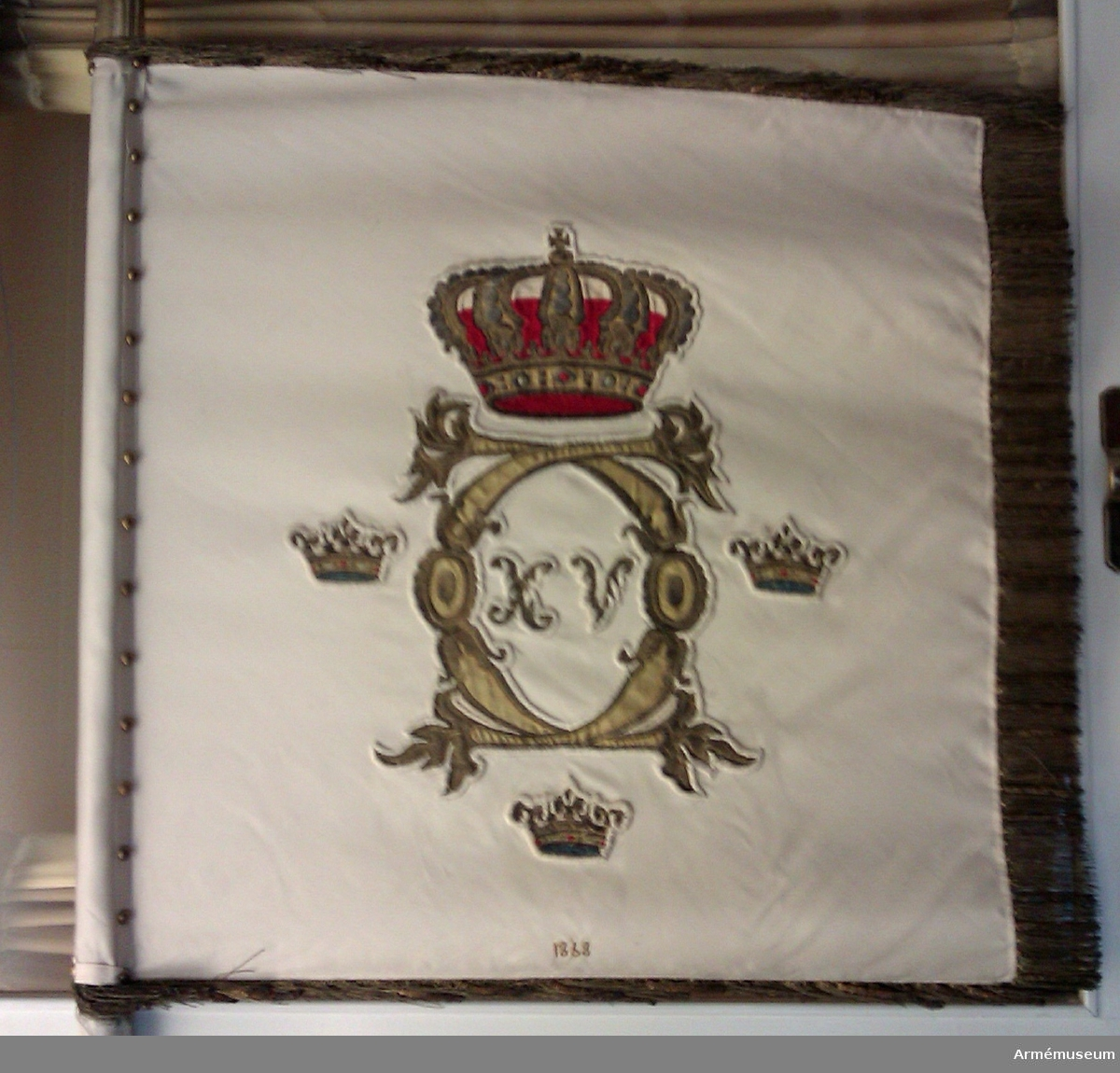
Livkompaniets fana m/1868

Svea livgardes motto är Possunt nec posse videntur och översätts av Svea livgarde till "modern svenska" som De gör det som syns vara omöjligt. En mer bokstavstrogen översättning är De kan, de ser inte bara ut att kunna eller De kunna, ehuru de synas icke kunna.
Den 30 april 2000 överlämnade H.M. Konung Carl XVI Gustaf (i samband med hans födelsedag) på Stockholms slott den sista fanan till regementet. Fanan hade sedan den 1 juli 1994 förts av både Svea livgarde och Livgardesbrigaden. 2000 års fana ersatte 1964 års fana, vilken hade överlämnats på Stockholms slott av H.M. Konung Gustaf VI Adolf. Efter att Svea livgarde sammanslogs med Livgardets dragoner och bildade det nya förbandet Livgardet, kom Gardesbataljonen vid Livgardet att föra Svea livgardes fana. Regementets livkompani förde egen fana, vilken även åren 1994–2000 fördes av Livgardesbrigaden.
Svea livgarde använde monarkens krönta monogram som förbanstecken på uniformer. Detta innebar att Svea livgarde, till skillnad från andra förband, skiftade förbandstecken i samband med ett tronskifte.

### Historiska namn
Under sin långa historia har regementet burit olika namn, bland annat beroende på vilken kung som regerat Sverige. Regementet hade under åren haft namn som till exempel Konungens Hofregemente, Gula brigaden, Konungens Lifguardie med flera till det 1793 fick namnet Svea livgarde. Regementet blev 1809 degraderat av Gustav IV Adolf från ett gardesregemente till ett vanligt regemente och fick namnet Fleetwoodska regementet.

### Kamratförening
Vid Svea livgarde bildades den 20 oktober 1926 kamratföreningen Sveagardesföreningen. Kamratföreningen är en Ideell förening och har som syfte att länk mellan personal som tjänstgjort som anställd eller värnpliktig vid Svea livgarde, vidare vårdar föreningen förbandets minne och traditioner. Sveagardesföreningen har sammanslagits med Livgardets dragoners kamrat- och veteranförening, vilka bildat Livgardetskamratförening.

### Utmärkelsetecken
År 1921 instiftades Kungl. Svea Livgardes 400-åriga jubileumsmedalj i silver (SLMSM). Vilken genom att regementet avvecklades den 30 juni 2000 instiftades som minnesmedalj. År 1999 instiftades Svea livgardes och Livgardesbrigadens förtjänstmedalj i guld och silver (SvealivgLivbrigGM/SM).

### Vänförband
- Den Kongelige Livgarde, Danmark
- Hans Majestet Kongens Garde, Norge

## Förbandschefer

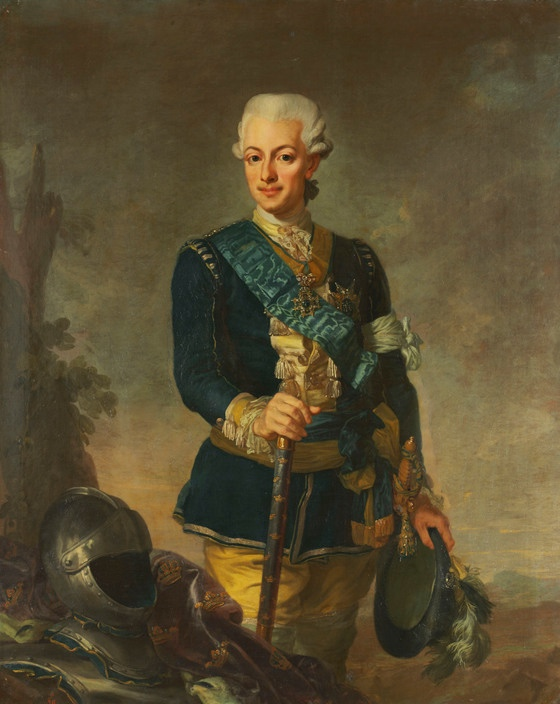
Gustav III iförd regementets uniform av Modell 1779, avporträtterad 1779 av Lorens Pasch den yngre.

Gardet hade ursprungligen regementschefer som alla regementen, men detta ändrades 1774 till att man fick en sekundchef. Den 11 mars 1774 tog Gustav III själv över chefskapet för regementet, men överlät åt en sekundchef att utöva det faktiska befälet. Detta utökades sedan till omfatta samtliga förband i Kungl. Maj:ts Liv- och Hustrupper, vilka hade en sekundchef och kungen som gemensam regementschef. Sekundchef var en titel som sedan användes fram till den 31 december 1974 vid de regementen som ingick i Kungl. Maj:ts Liv- och Hustrupper.
Mellan den 12 oktober 1808 och den 9 april 1809 var Carl Johan Fleetwood regementschef, eftersom regementet var fråntaget rangen som gardesregemente. Från den 1 januari 1975 till den 30 juli 2000 var monarken hederschef för regementet.

### Regementschefer
- 1673–1677: Christopher Gyllenstierna
- 1696–1706: Knut Posse
- 1706–1712: Carl Magnus Posse  (tillfångatagen)
- 1712–1712: Jakob Grundel
- 1712–1717: Gabriel Ribbing
- 1717–1727: Mikael Törnflycht
- 1727–1739: Arvid Posse
- 1739–1744: Otto Reinhold Wrangel
- 1744–1751: Adolf Fredrik
- 1751–1756: Per Gustaf Pfeiff
- 1756–1772: Axel von Fersen
- 1772–1772: Carl Ehrenkrook (tillförordnad)
- 1772–1774: Jakob Magnus Sprengtporten
- 1774–1792: Gustav III
- 1792–1809: Gustav IV Adolf
- 1808–1809: Carl Johan Fleetwood
- 1809–1818: Kronprins Karl Johan
- 1818–1844: Karl XIV Johan
- 1844–1859: Oscar I
- 1859–1872: Karl XV
- 1872–1905: Oscar II
- 1907–1950: Gustaf V
- 1950–1973: Gustaf VI Adolf
- 1973–1974: Carl XVI Gustaf
- 1975–1980: Bengt Selander
- 1980–1987: Rolf Frykhammar
- 1987–1992: Jan-Olof Borgén
- 1992–1994: Göran De Geer
- 1994–1997: Markku Sieppi
- 1997–2000: Kim Åkerman

### Sekundchefer
- 1774–1774: Carl Ehrenkrook (tillförordnad)
- 1774–1776: Jacob Leonard König
- 1776–1788: Carl Mauritz Aminoff
- 1788–1796: Bror Cederström
- 1796–1796: Fabian von Fersen
- 1796–1797: Wilhelm Bennet
- 1797–1802: Adolf von Friesendorff
- 1802–1808: Carl Mörner
- 1808–1809: Titeln utgått
- 1809–1811: Carl Mörner
- 1811–1815: Johan August Sandels
- 1815–1837: Carl Lovisin
- 1837–1843: Sixten Sparre
- 1843–1849: Adolf Axel Lovisin
- 1849–1853: Nils Gyldenstolpe
- 1853–1862: Carl Henric Möllerswärd
- 1862–1873: Gösta Leijonhufvud
- 1873–1887: Roger Björnstjerna
- 1888–1892: Henric Ankarcrona
- 1892–1896: Hemming Gadd
- 1896–1897: Carl Lagercrantz
- 1897–1902: Gustaf Uggla
- 1902–1909: Carl Rosenblad
- 1909–1915: Hugo Hult
- 1915–1920: John Montgomery
- 1920–1923: Ernst Silfverswärd
- 1923–1928: Oscar Nygren
- 1928–1936: Carl Tersmeden
- 1936–1938: Hugo Cederschiöld
- 1938–1942: Henry Tottie
- 1941–1942: Einar Björk (tillförordnad)
- 1942–1943: Einar Björk
- 1943–1946: Sven Ramström
- 1946–1950: Gösta von Stedingk
- 1950–1953: Thord C:son Bonde
- 1953–1957: Malcolm Murray
- 1957–1965: Sten Langéen
- 1965–1966: Fredrik Löwenhielm
- 1966–1972: Sten Ljungqvist
- 1972–1974: Bengt Hallenberg
- 1974–1974: Bengt Selander

## Namn, beteckning och förläggningsort
| Kungl. Drabanterna                          | 1523-??-?? | – | 1618-??-?? |
| Kungl. Hovregementet                        | 1618-??-?? | – | 1649-??-?? |
| Kungl. Maj:ts garde och livregemente        | 1649-??-?? | – | 1655-??-?? |
| Kungl. Maj:ts livgarde till häst och fot    | 1655-??-?? | – | 1675-??-?? |
| Kungl. Maj:ts livgarde till häst och fot    | 1675-??-?? | – | 1700-??-?? |
| Kungl. Maj:ts Livgarde till fot             | 1700-??-?? | – | 1709-07-01 |
| Kungl. Maj:ts Livgarde till fot             | 1709-??-?? | – | 1792-??-?? |
| Kungl. Maj:ts första livgarde               | 1791-??-?? | – | 1792-08-09 |
| Kungl. Svea livgarde                        | 1792-08-10 | – | 1806-06-14 |
| Kungl. Livgardet till fots                  | 1806-06-15 | – | 1808-10-12 |
| Kungl. Fleetwoodska regementet              | 1808-10-13 | – | 1809-03-12 |
| Kungl. Svea livgarde                        | 1809-03-13 | – | 1974-12-31 |
| Svea livgarde                               | 1975-01-01 | – | 1984-09-30 |
| Svea livgarde med Stockholms försvarsområde | 1984-10-01 | – | 2000-06-30 |

| № 1       | 1816-03-26 | – | 1914-09-30 |
| I 1       | 1914-10-01 | – | 1984-09-30 |
| I 1/Fo 44 | 1984-10-01 | – | 2000-06-30 |

| Stockholm/Fredrikshovs slott (F)         | 1803-10-01 | – | 1888-10-30 |
| Stockholm/Garnisonen (F)                 | 1888-10-31 | – | 1946-09-30 |
| Solna/Sörentorp (F)                      | 1946-04-04 | – | 1970-06-30 |
| Kungsängens garnison (F)                 | 1970-07-01 | – | 2000-06-30 |
| Stockholm/Livgardets Kavallerikasern (D) | 1970-07-01 | – | 2000-06-30 |
| Södertälje/Almnäs garnison (D)           | 1994-07-01 | – | 2000-06-30 |
| Ladugårdsgärdet (Ö)                      | 1803-??-?? | – | 1905-??-?? |
| Järva skjutfält (Ö)                      | 1905-??-?? | – | 1970-06-30 |
| Kungsängens övnings- och skjutfält (Ö)   | 1970-07-01 | – | 2000-06-30 |
| Almnäs övnings- och skjutfält (Ö)        | 1998-01-01 | – | 2000-06-30 |

## Galleri

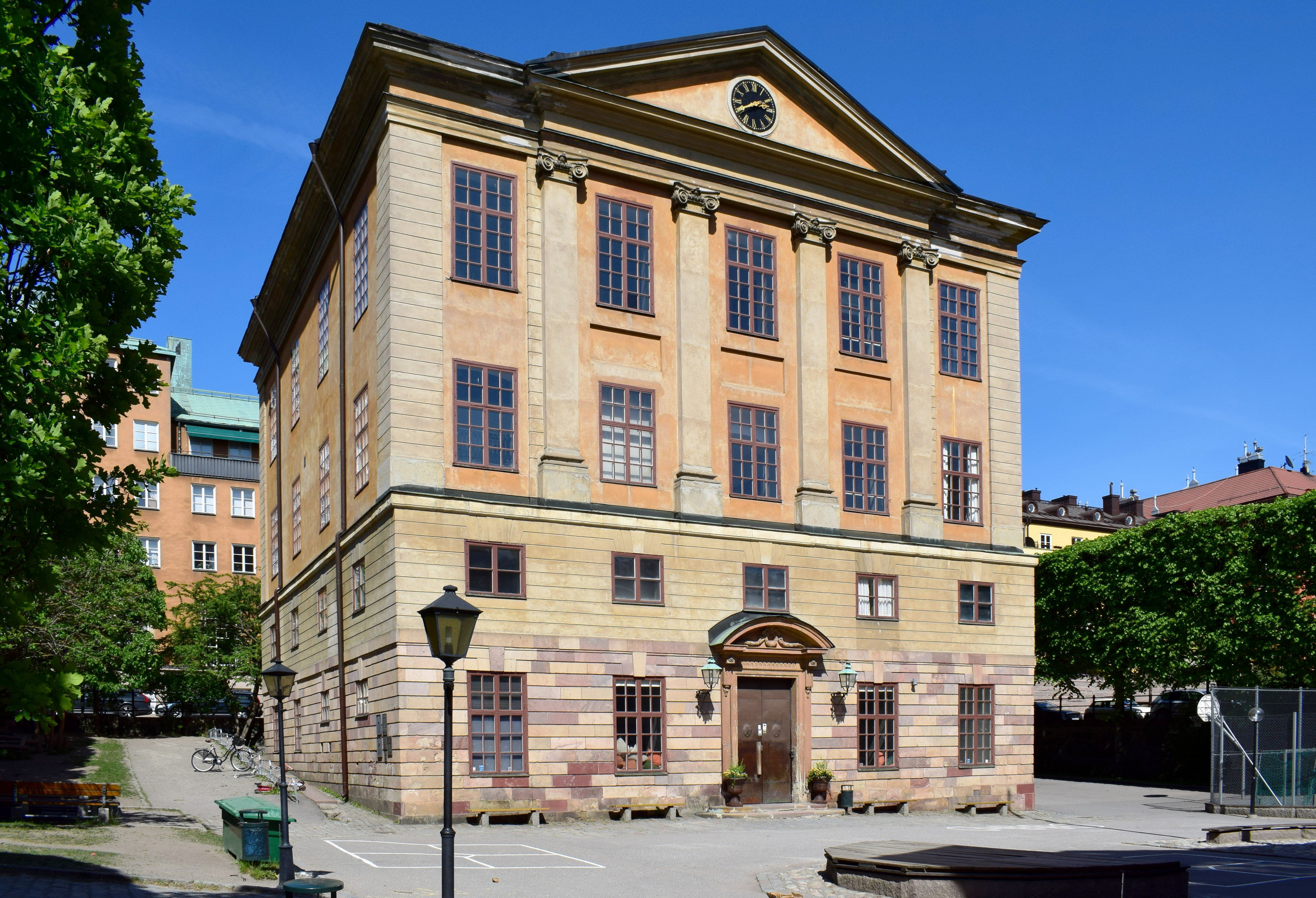
Regementets före detta kaserner vid Fredrikshovs slott.
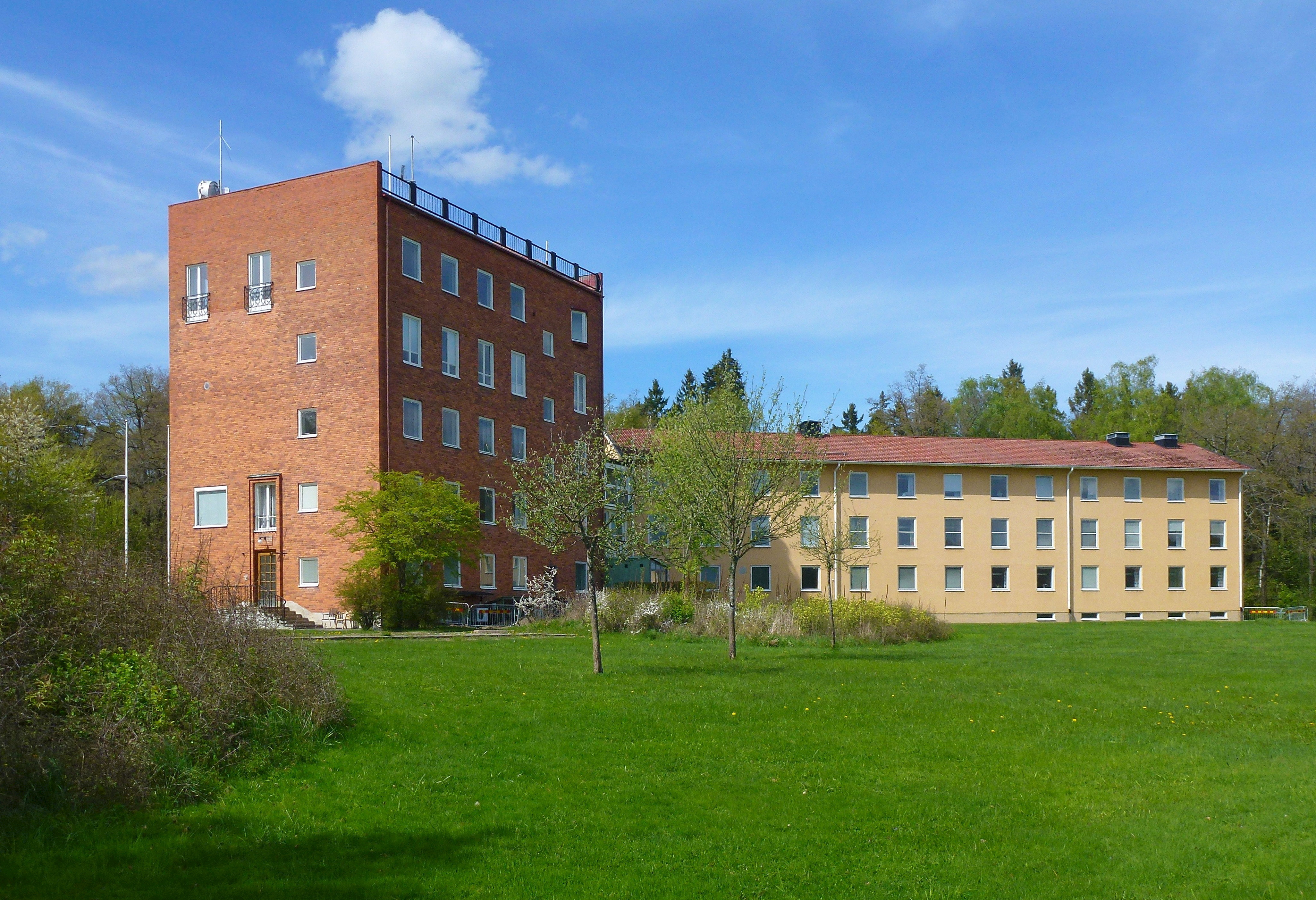
Regementets före detta kansli i Sörentorp.
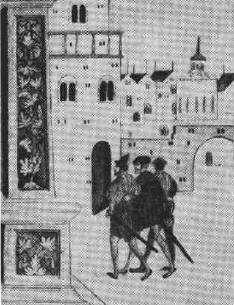
Gatuscen från Gårdsvaktens tid. Detalj ur den så kallade "Triumfsviten" från 1540-talet, kopierad 1722.
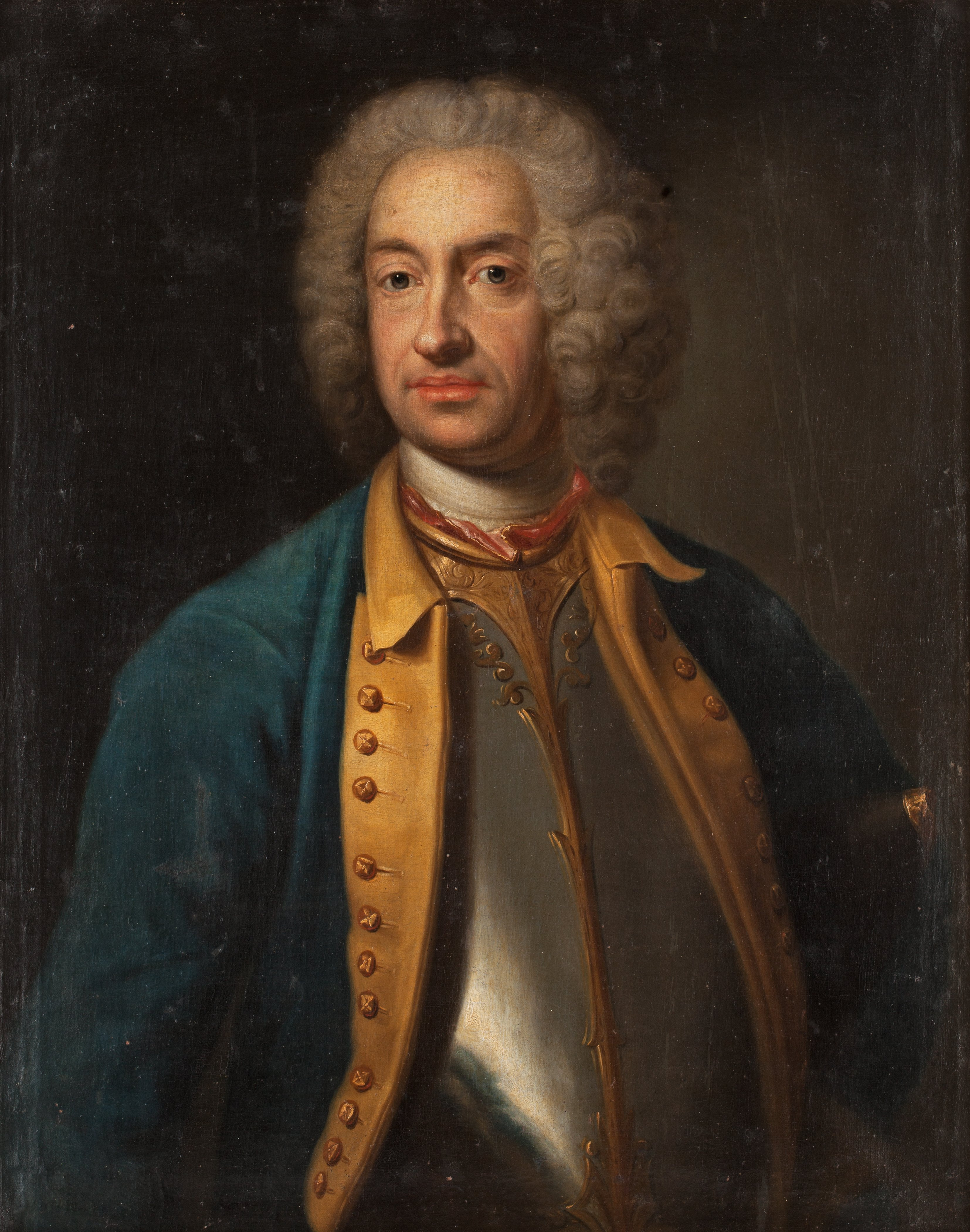
Knut Gustaf Sparre i uniform för Livgardet, de gula uppslagen eller ’’rabatterna’’ tillkom 1728.
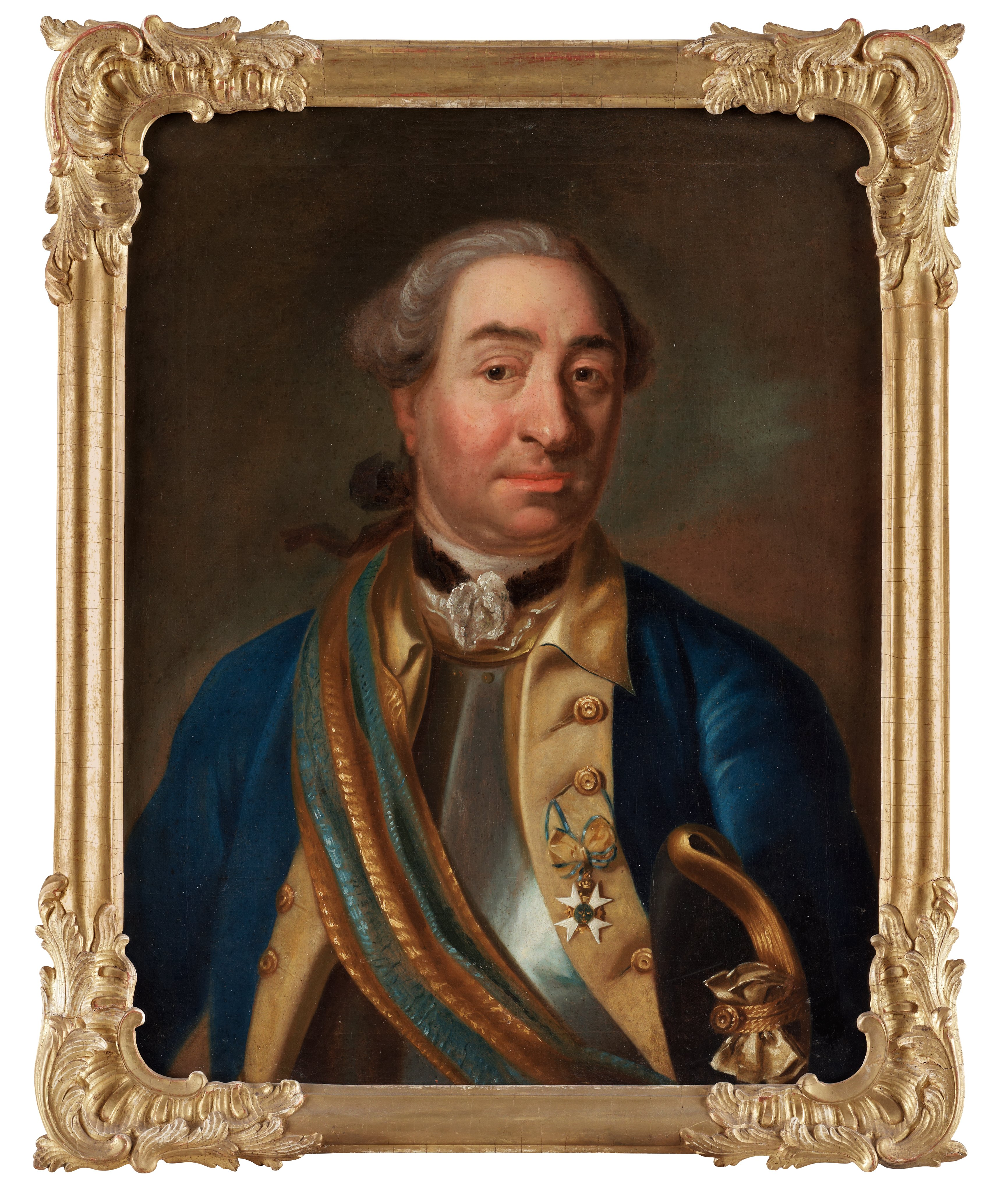
Johan Reinhold Wrangel i uniform m/1756 för Livgardet
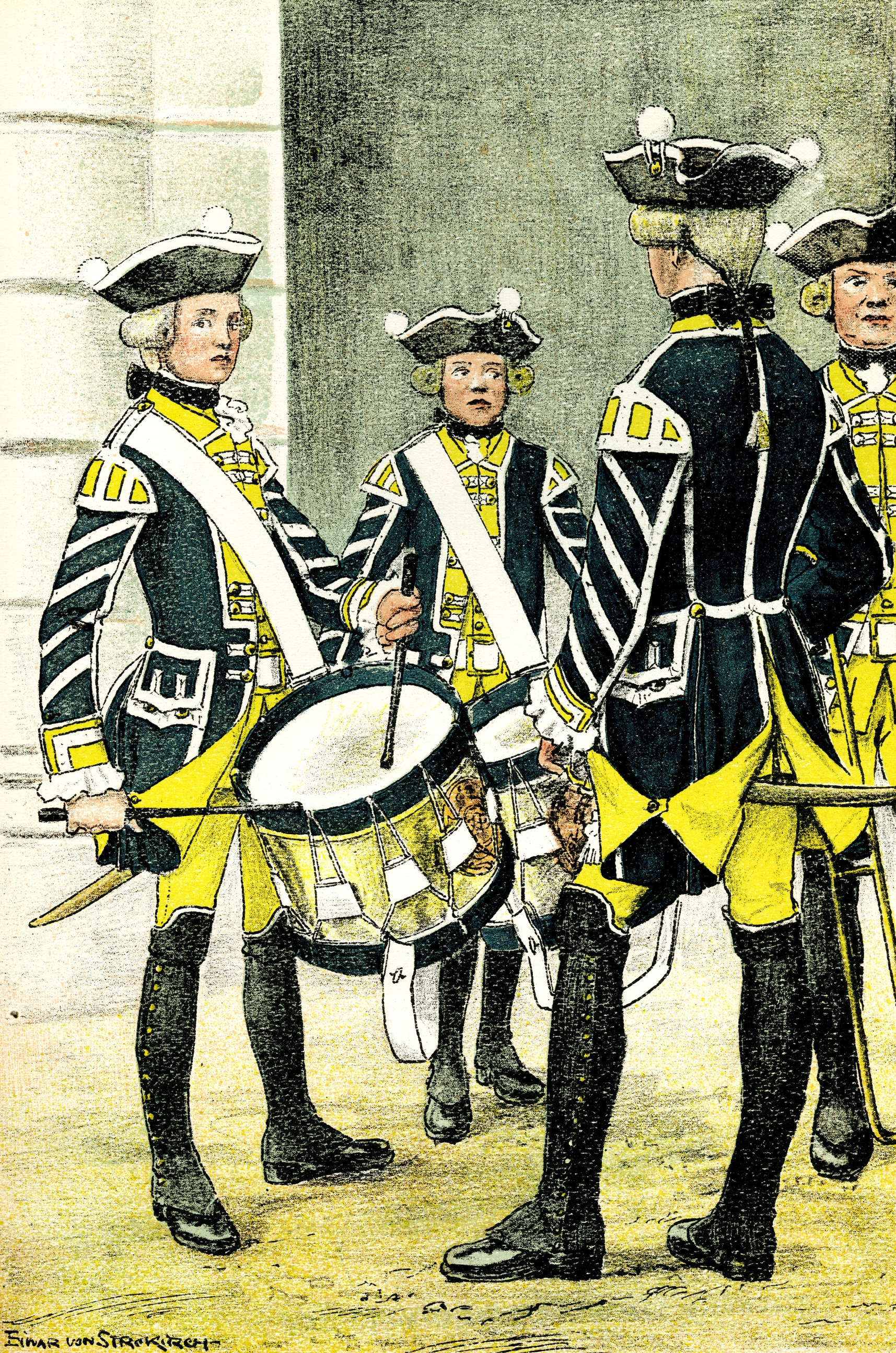
Spel vid regementet 1765.
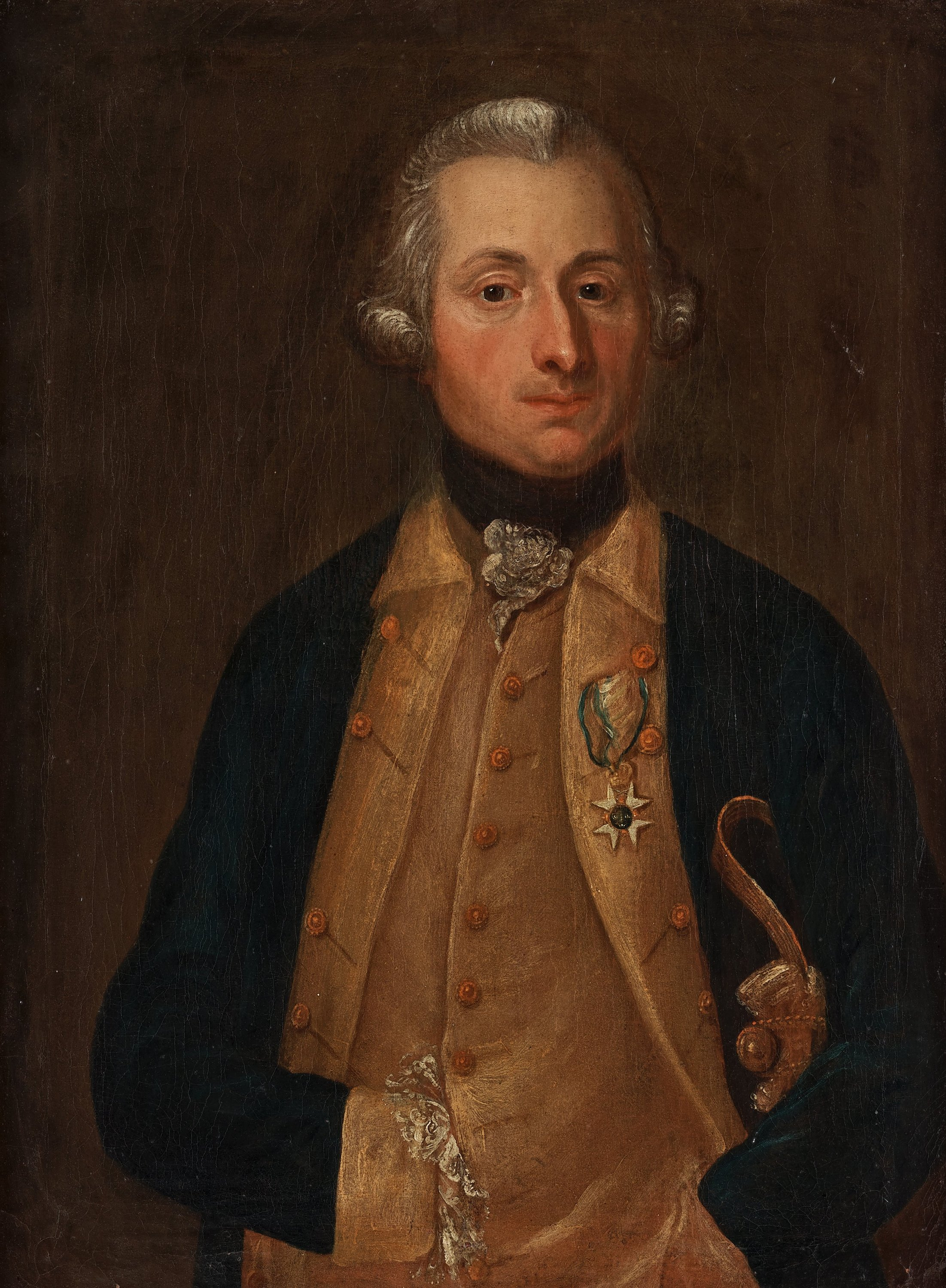
Fredrik Cederström iklädd Svea Livgardes uniform m/1765. Målning tillskriven Johan Henrik Scheffel, ca 1770.
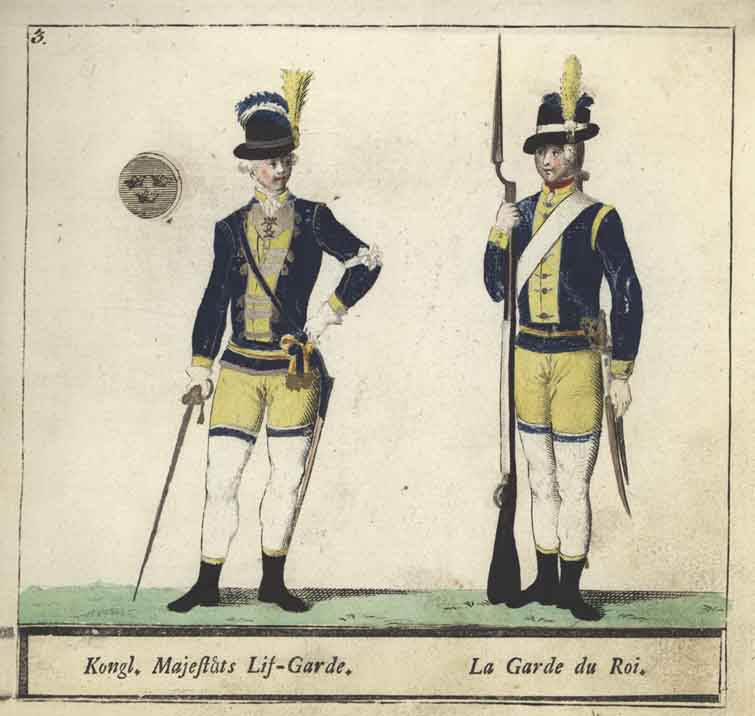
Regementets Uniform m/1779
Gustav IV Adolf iförd Svea Livgardes uniform m/1792.
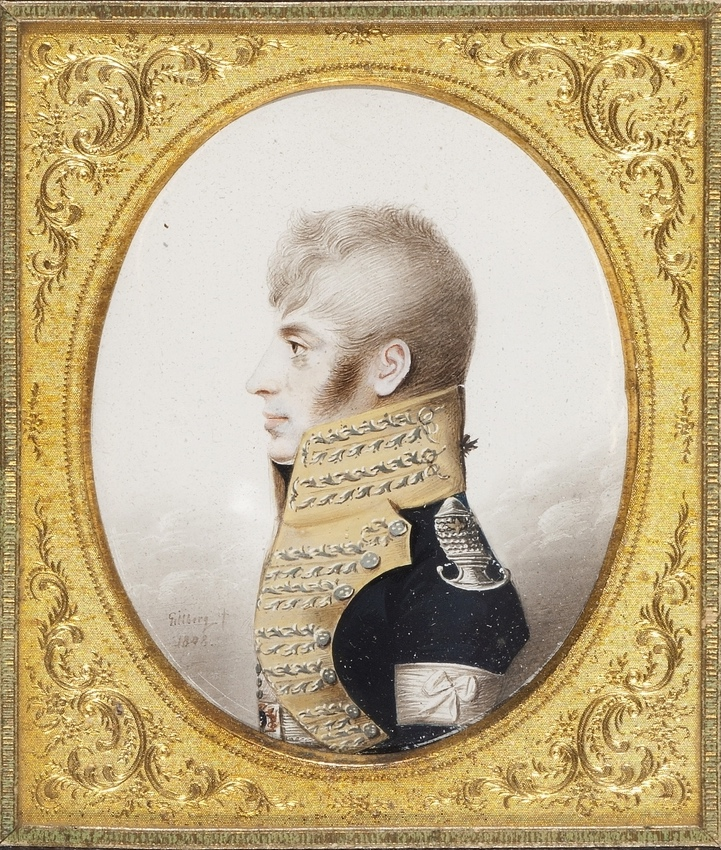
Okänd officer (löjtnant eller kapten) i regementets Uniform m/1802.
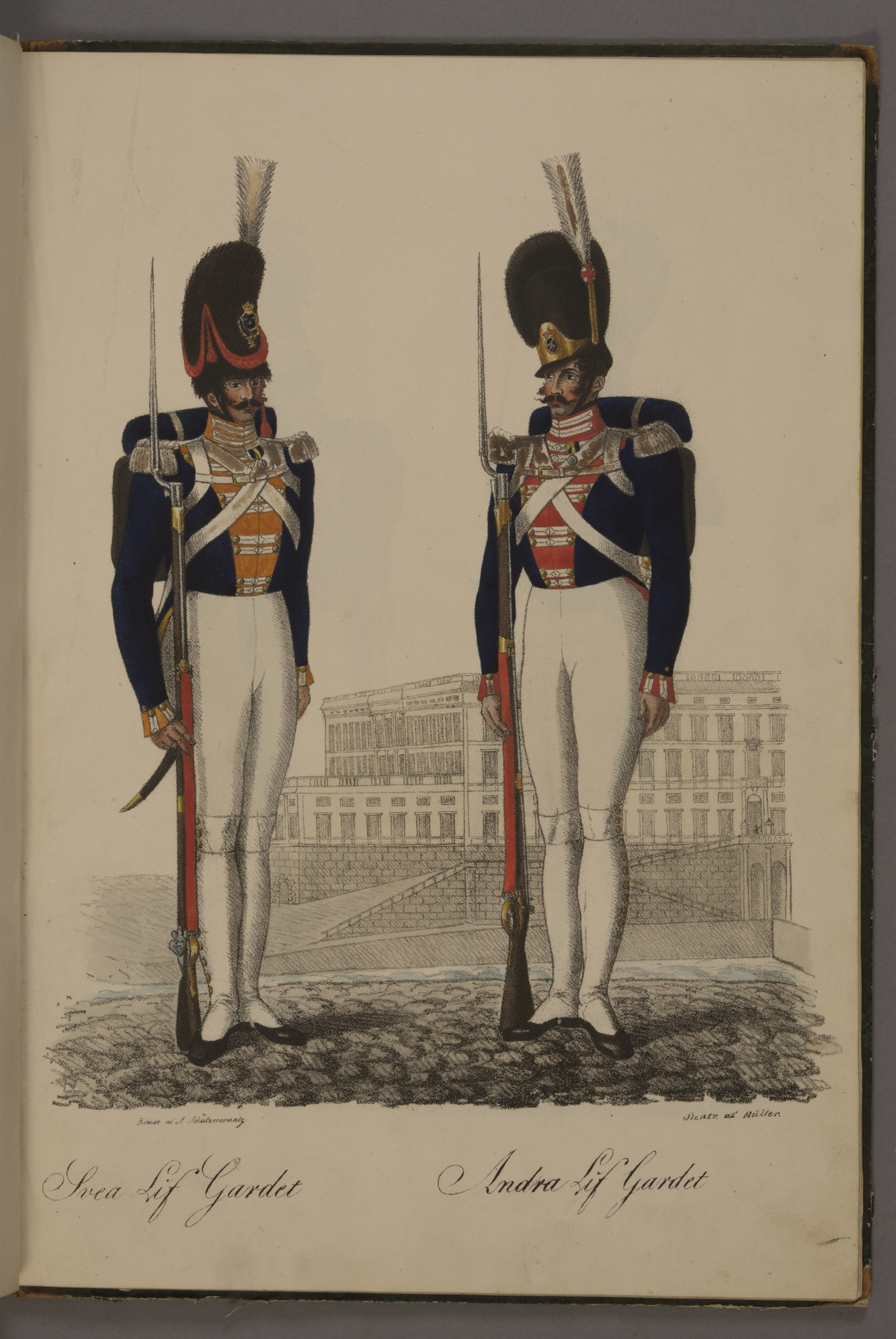
Uniformer för Svea livgarde (till vänster) och Andra livgardet cirka 1825.
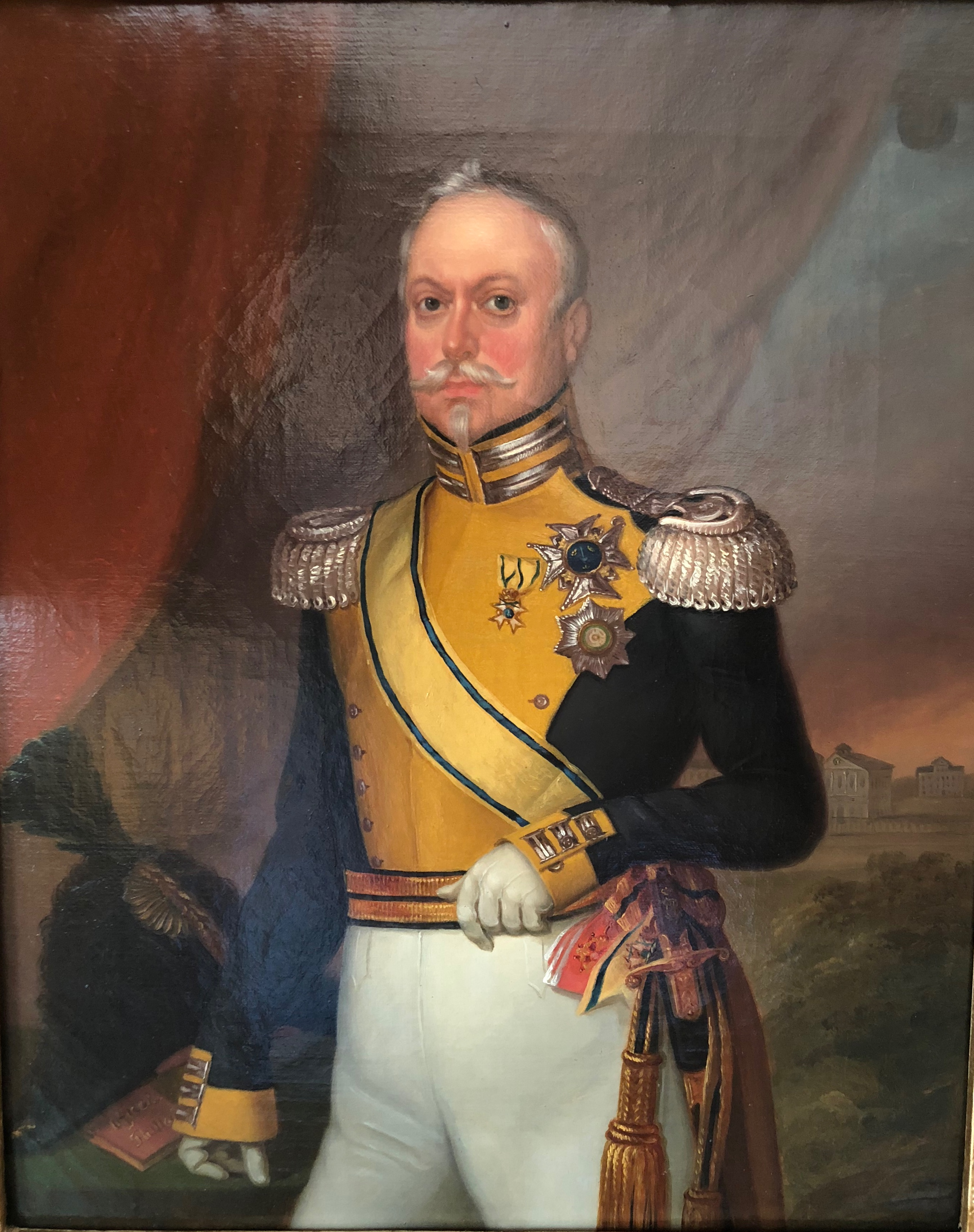
Regementschefen Sixten David Sparre iklädd regementets uniform för en överste med Frack m/1833.
Menig vid Svea livgarde 1837.
Regementets uniformer cirka 1840. Soldaten till vänster är iförd grenadjärmössa m/1823.
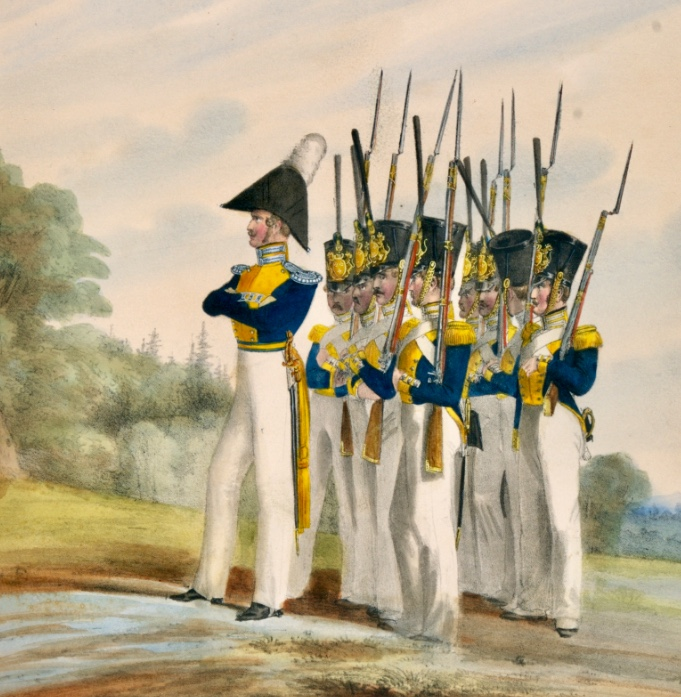
Uniformer cirka 1840.
Uniform 1860.
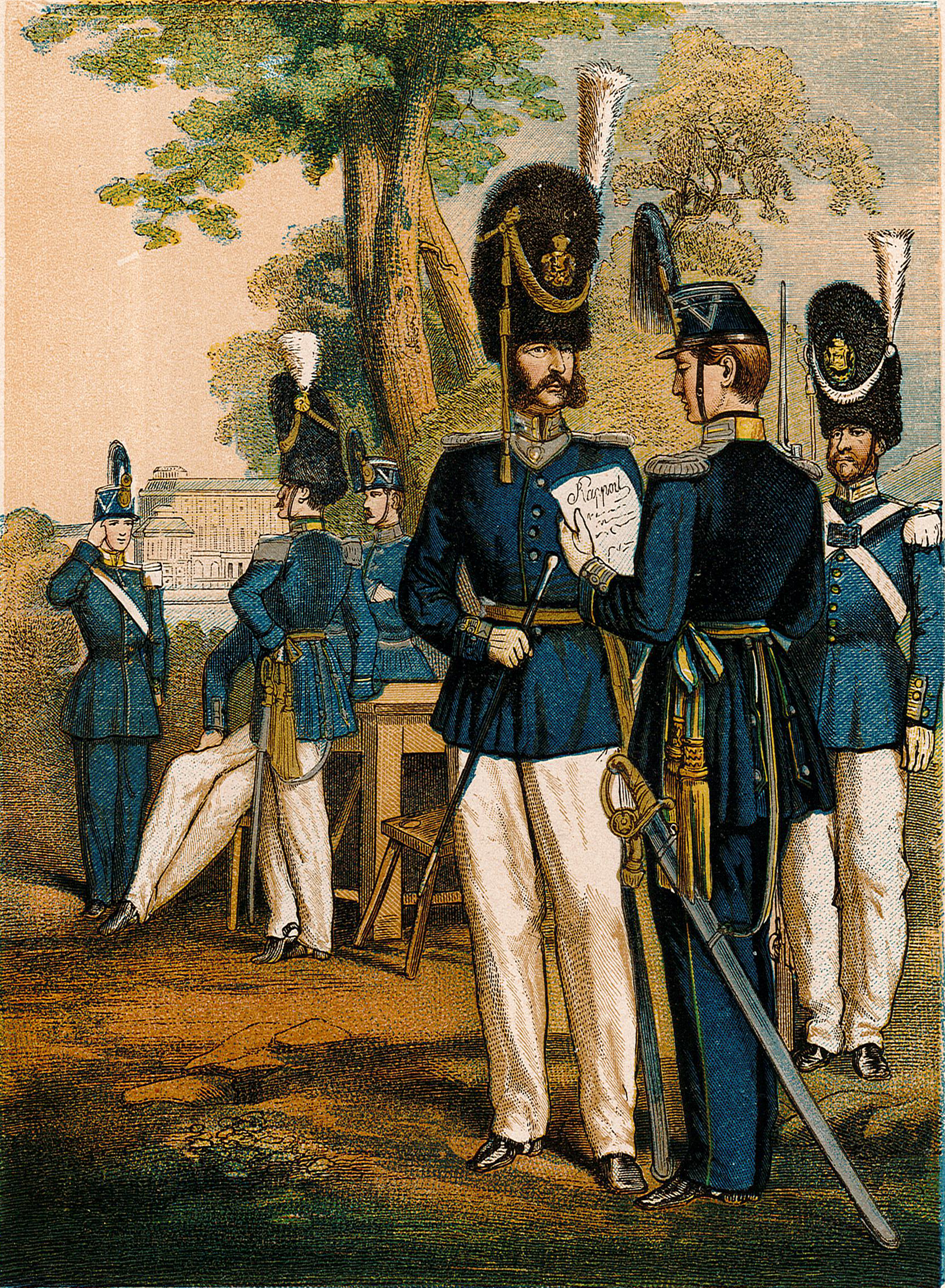
Regementets uniformer vid mitten av 1860-talet.
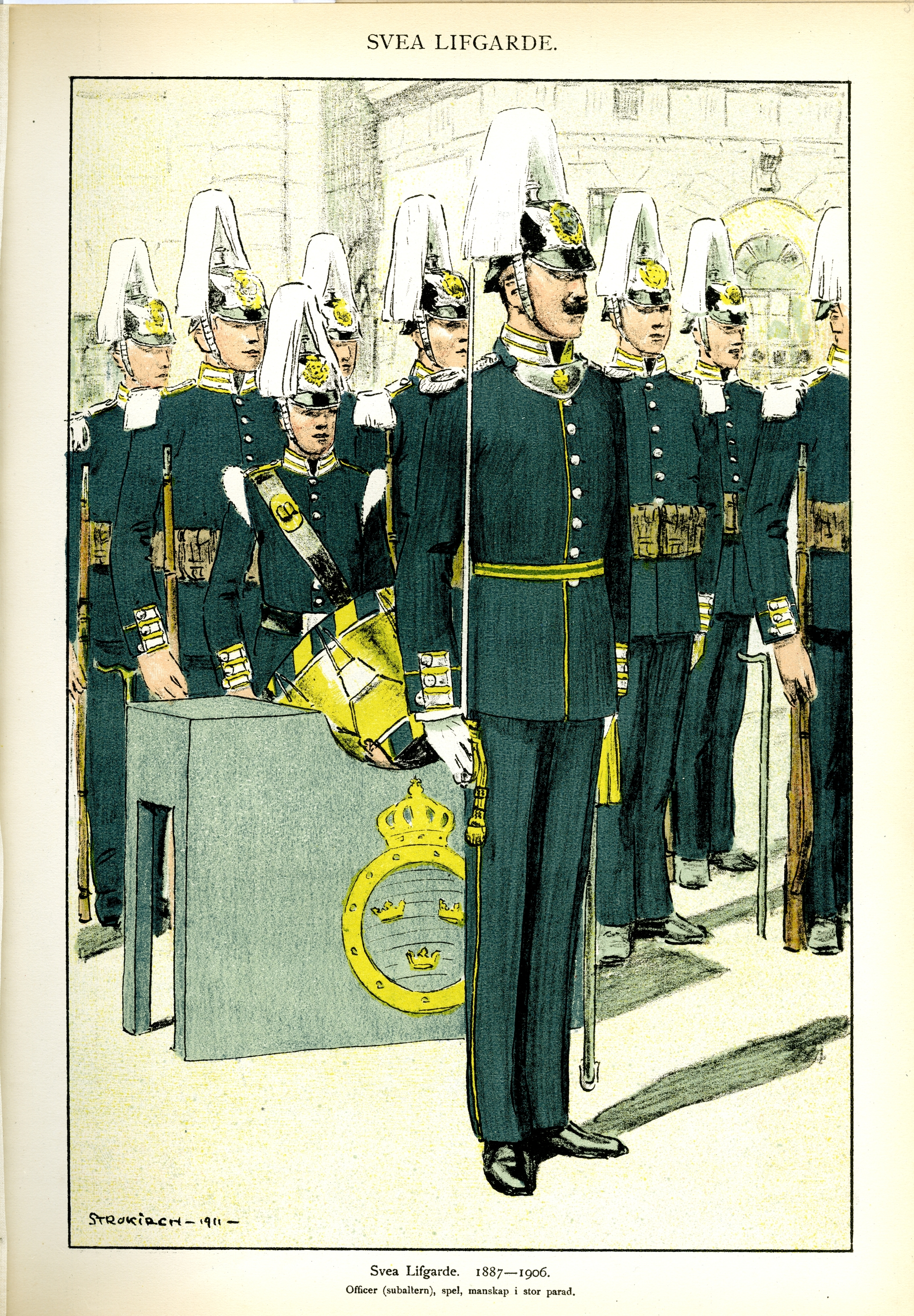
Regementets uniformer vid slutet av 1880-talet.
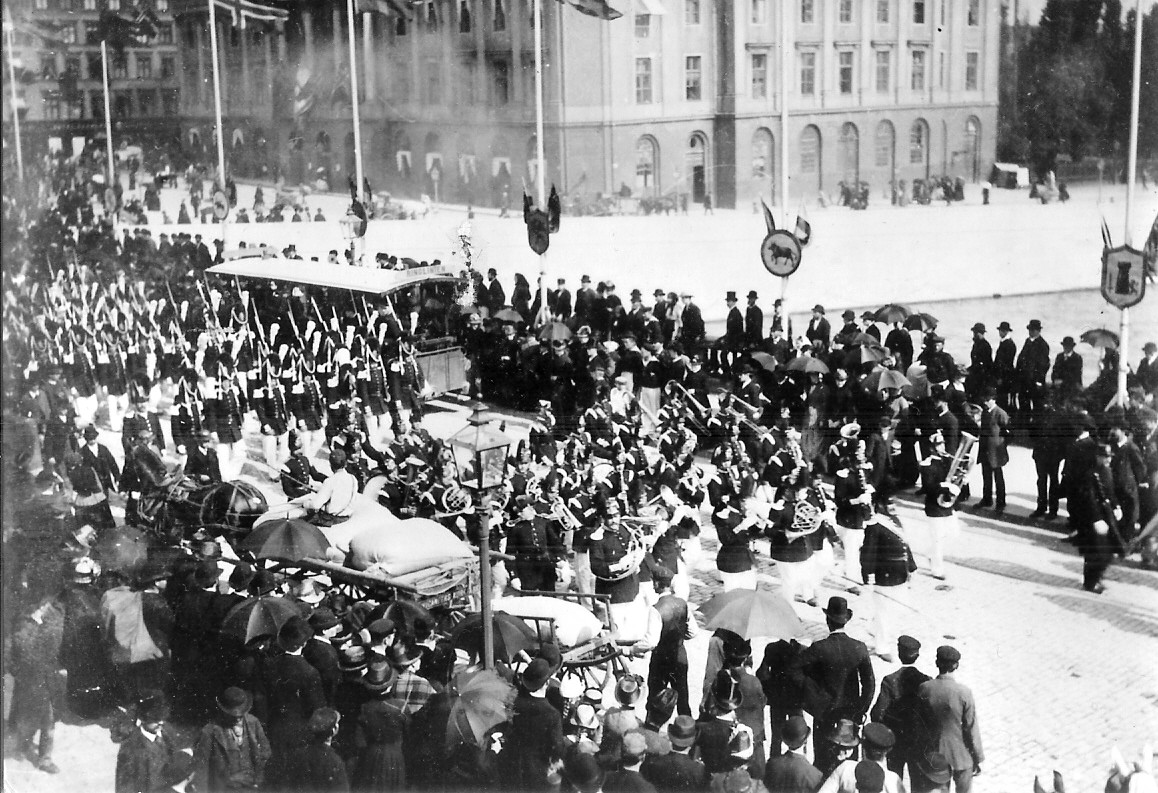
Kongl. Svea livgarde på Norrbro vid kungens av Portugal statsbesök 1870.
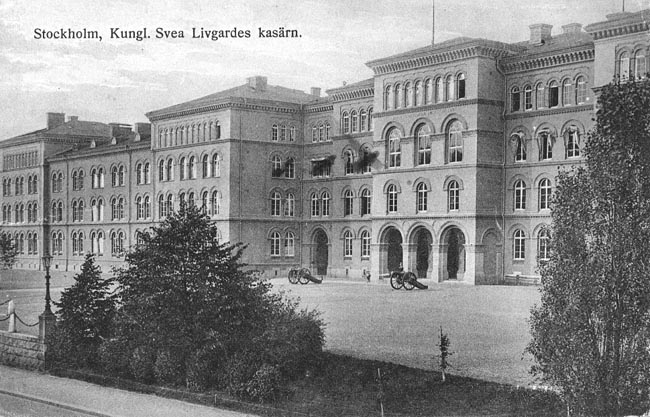
Kungl. Svea livgardes kaserner år 1926. Vid den här tiden var regementet förlagt vid Linnégatan i Stockholm.
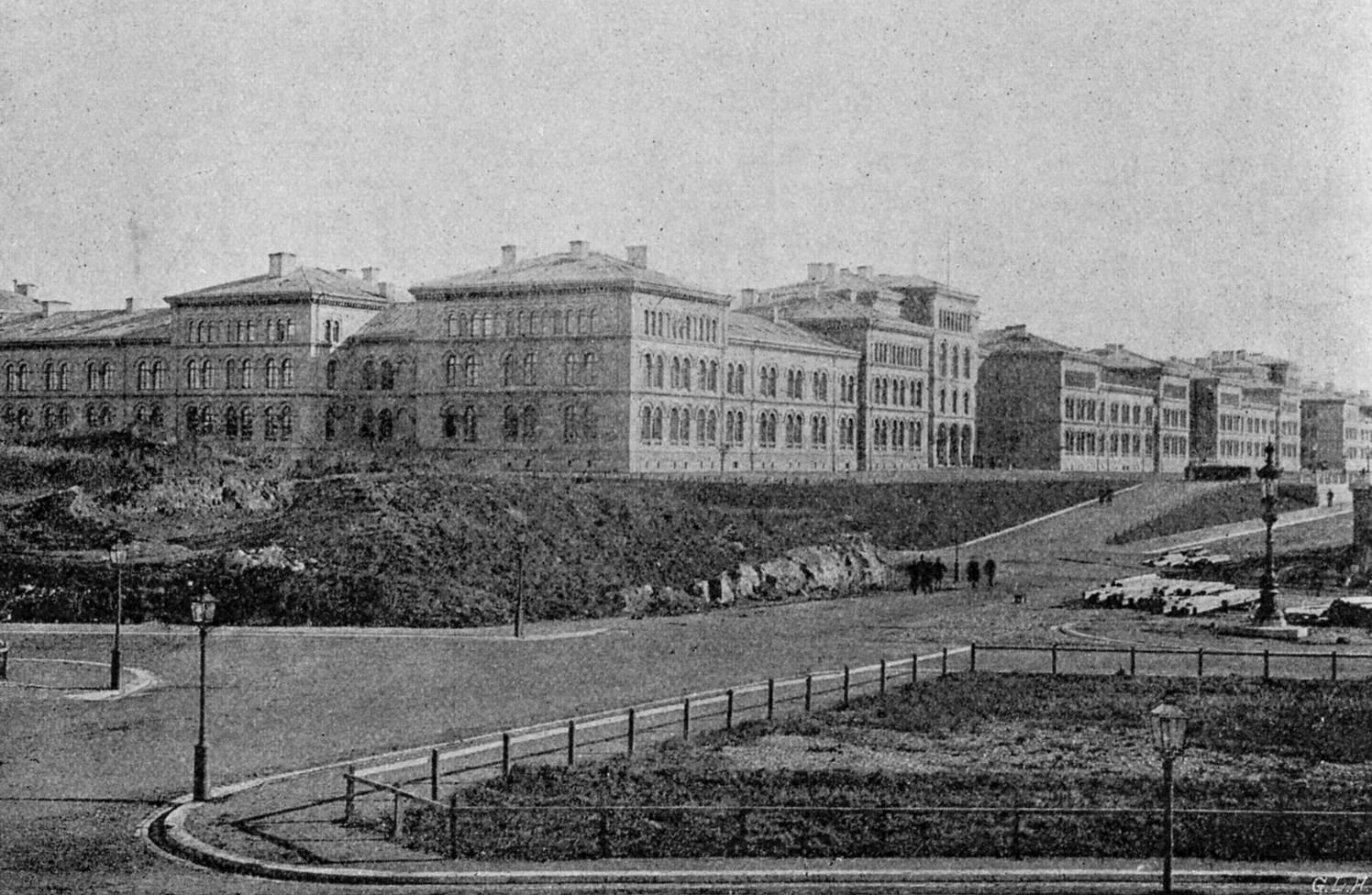
De 1888 (I  ) och 1890 (I 2) invigda palatsliknande fotgardeskasernerna vid Linnégatan i Stockholm.
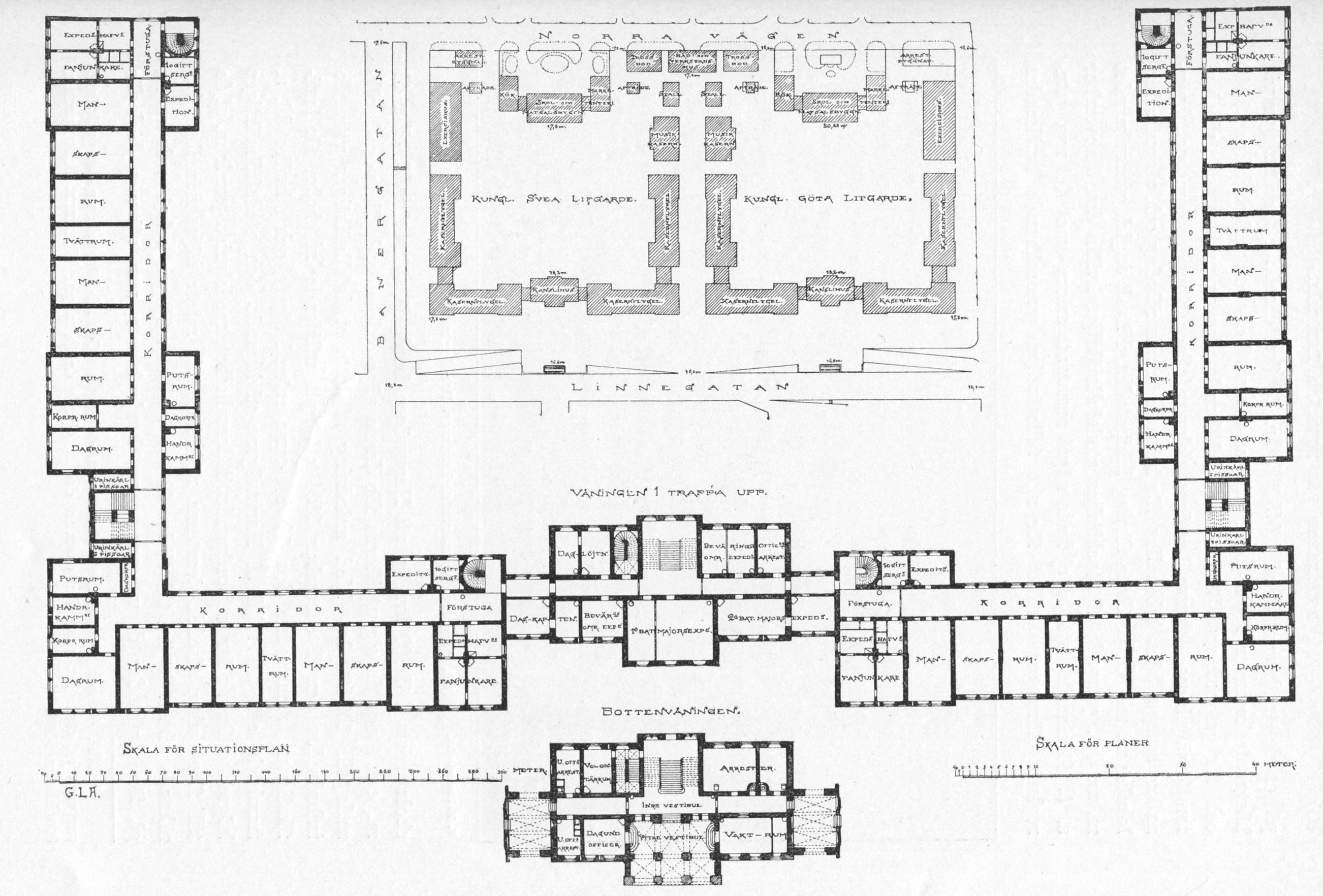
Plan över Svea och Göta livgardes byggnader vid Linnégatan i Stockholm, arkitekt Ernst Jacobsson
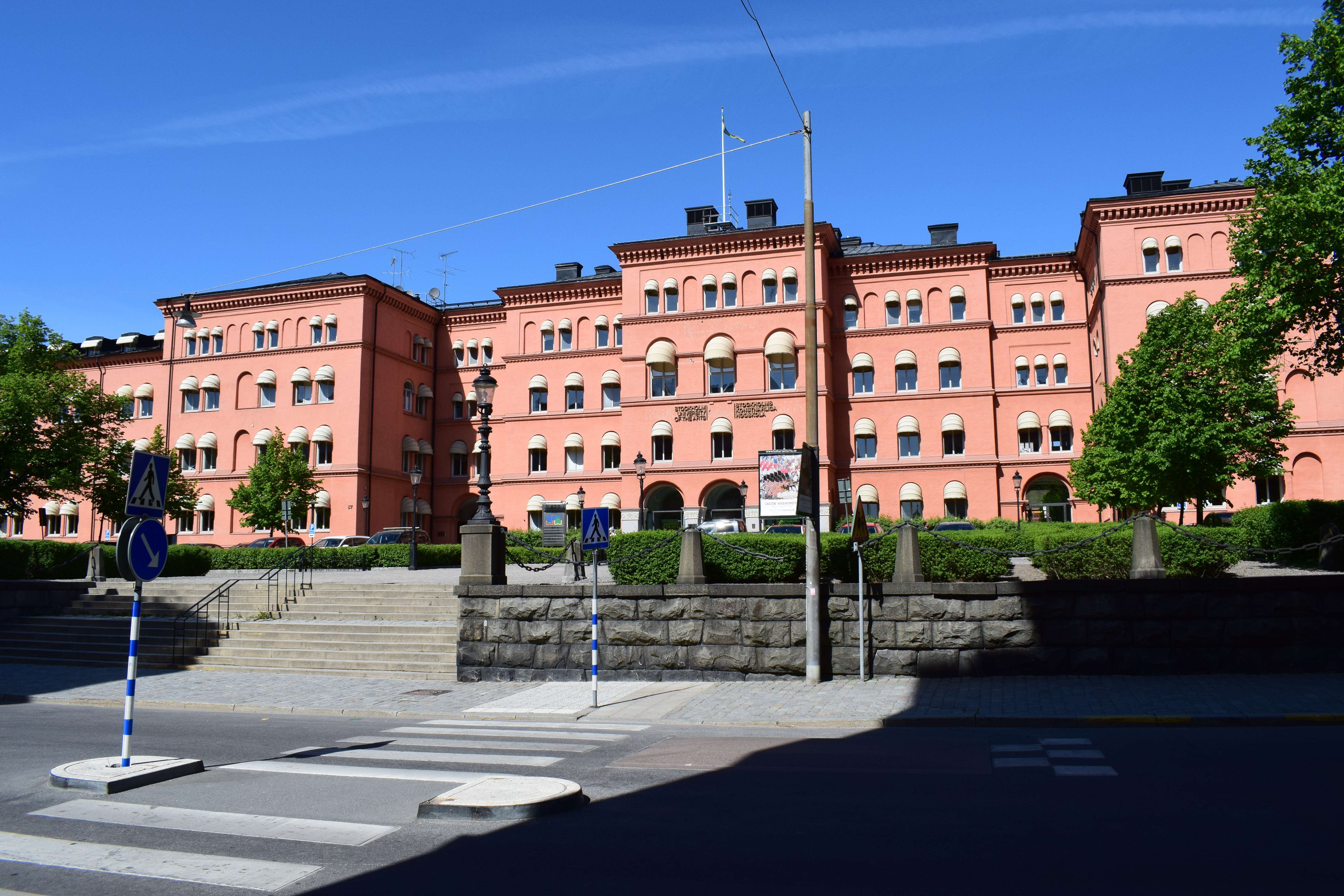
Del av kasernetablissementet vid Linnégatan.
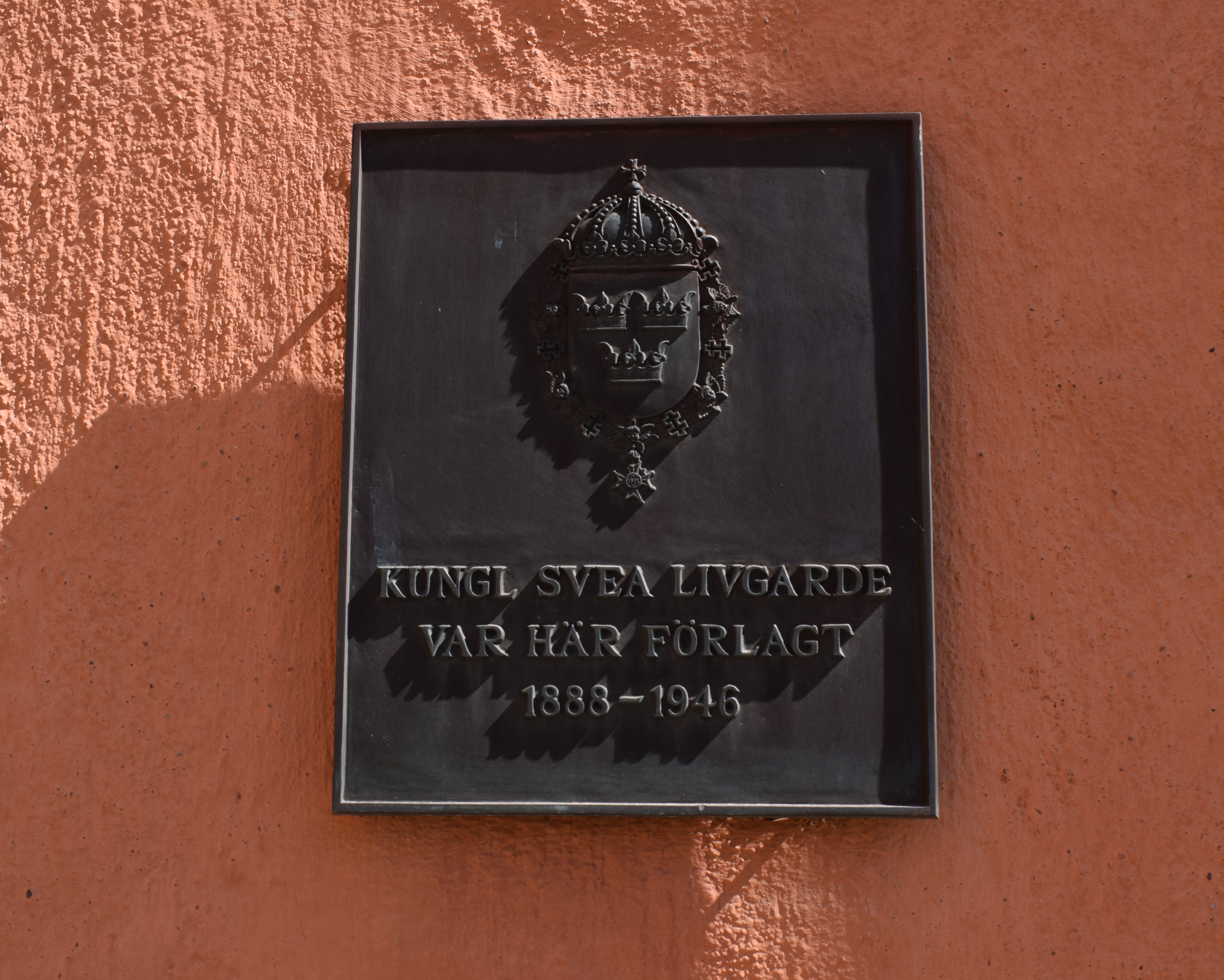
Minnestavla över Svea livgardes tid vid Linnégatan.
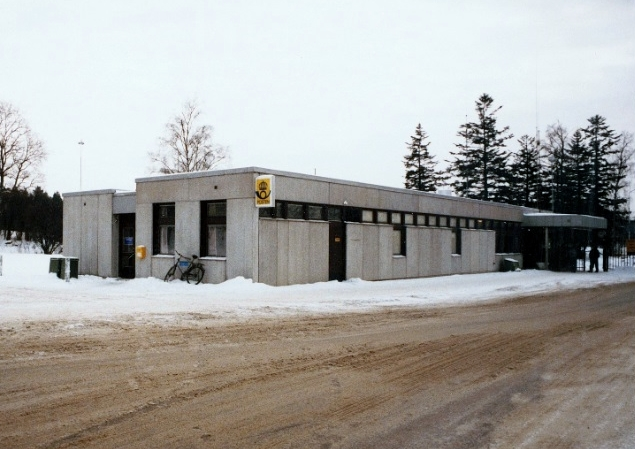
Vaktlokalen i Kungsängen
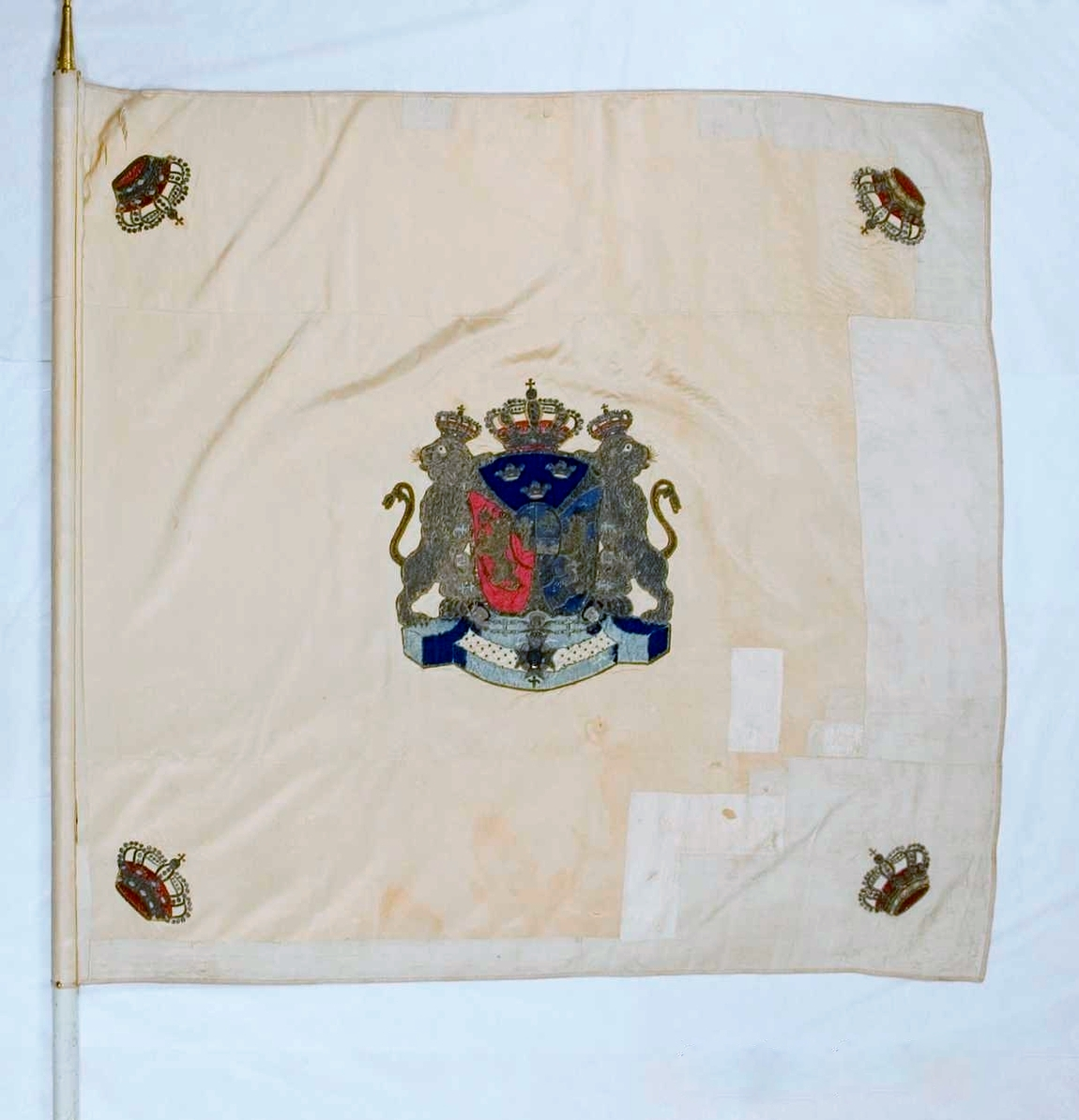
Livfana m/1815 för Svea livgarde.
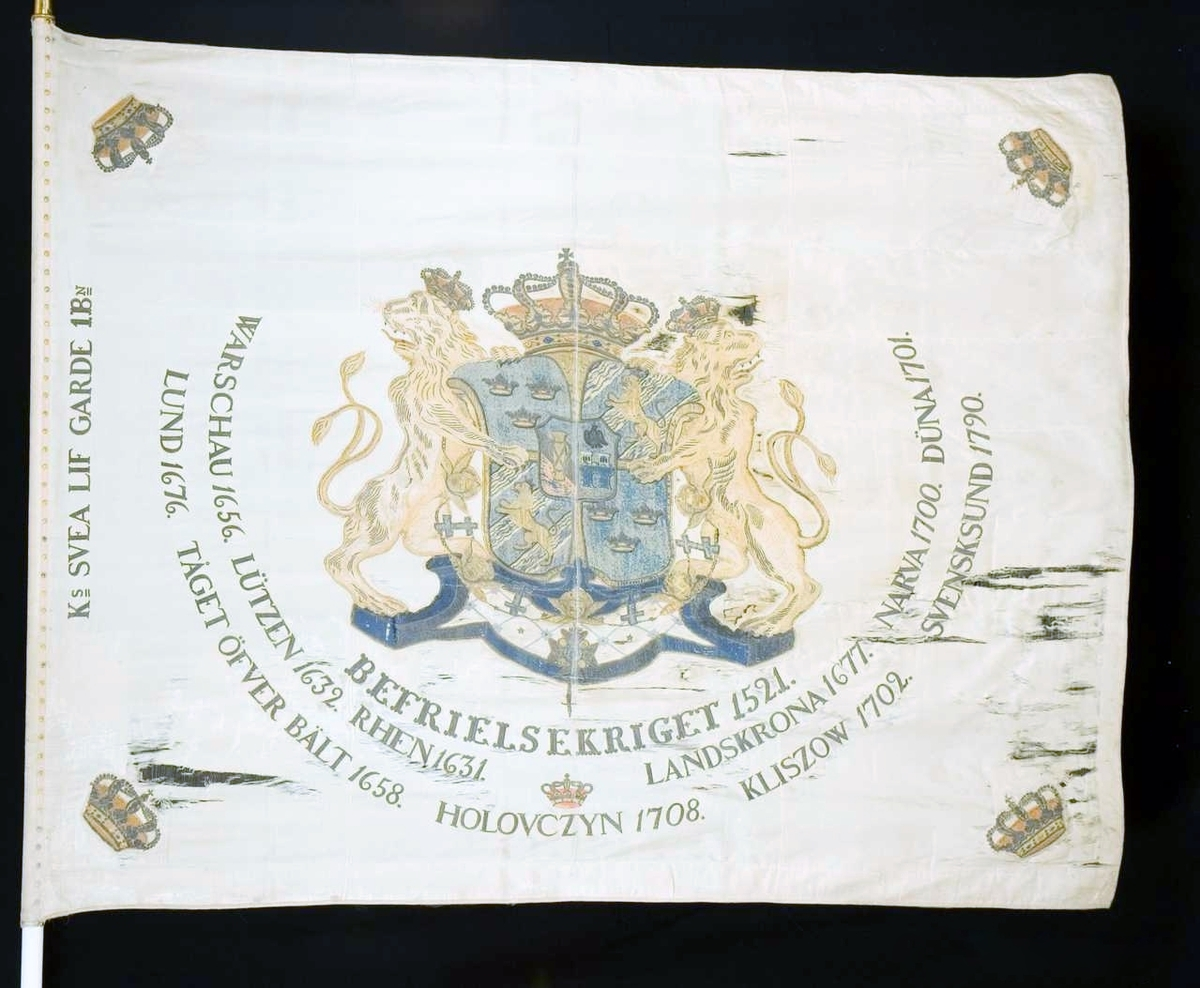
Bataljonsfana m/1850, för Svea livgardes 1:a bataljon
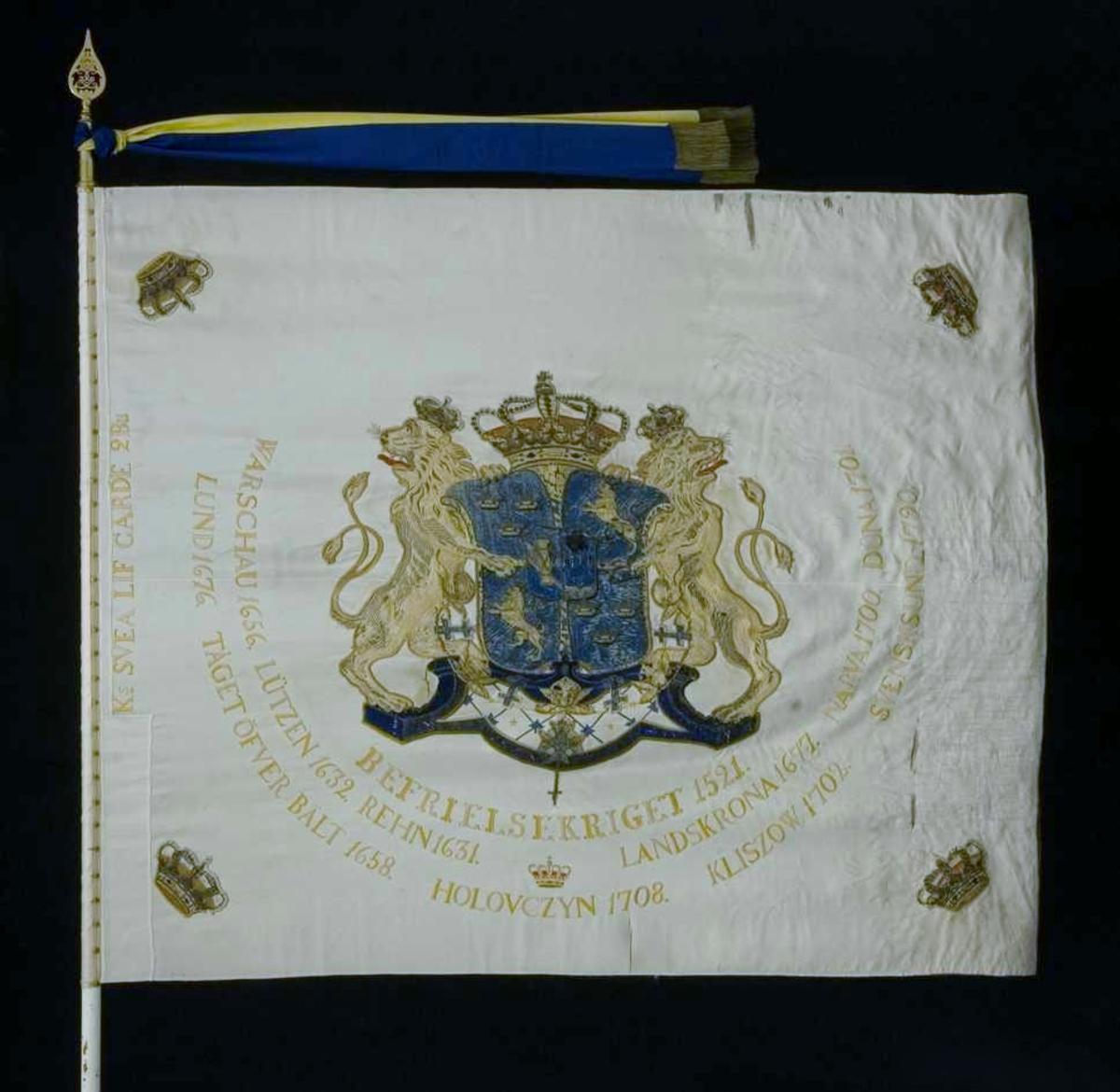
Bataljonsfana m/1850, för Svea livgardes 2:a bataljon
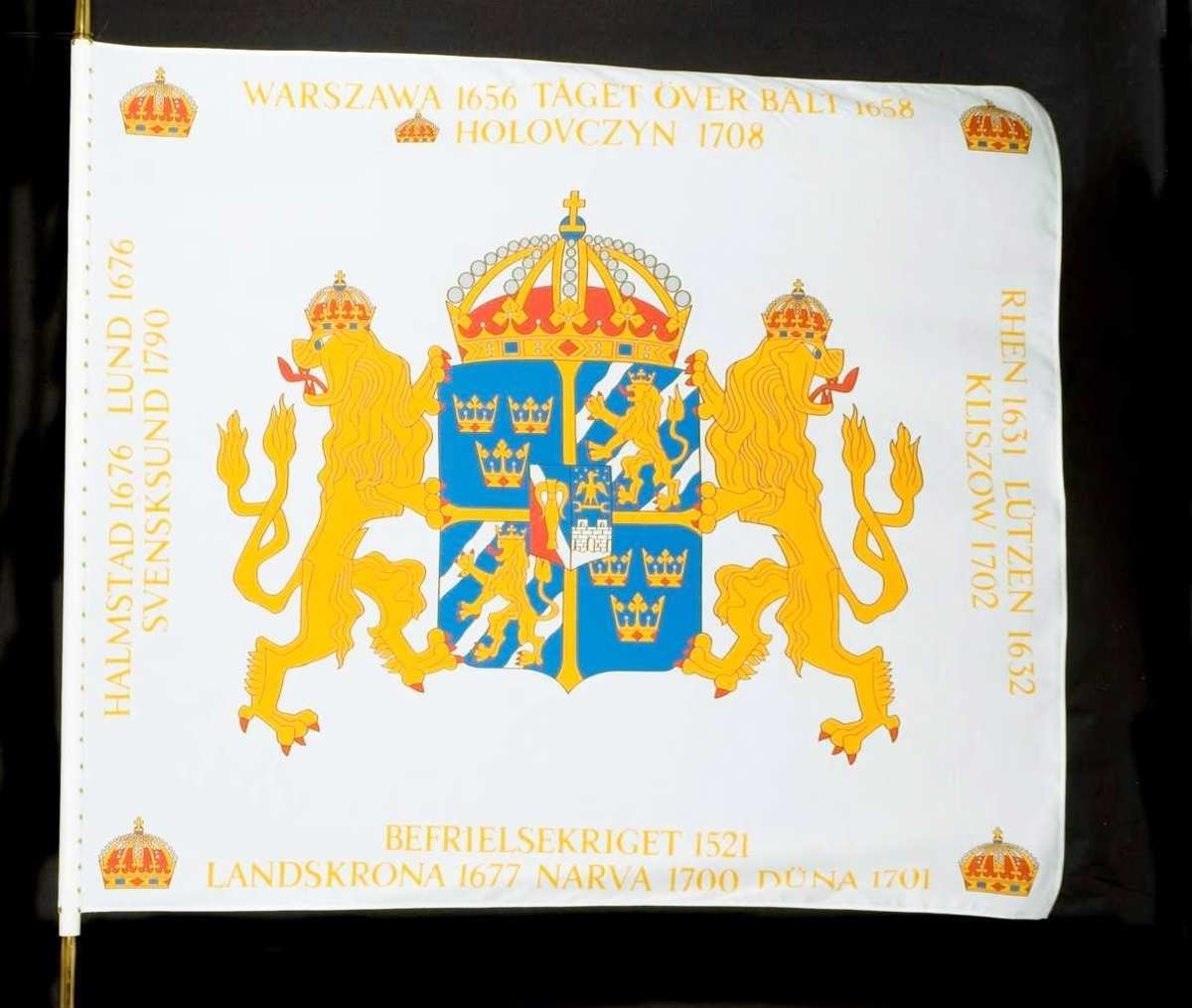
Vaktfana för Svea livgarde.

## Kända personer som tjänstgjort eller gjort värnplikt på vid Svea livgarde
- Mattias Sahlström
- John Ausonius
- Anders Fager
- Raoul Wallenberg
- Fritz von Dardel
- Gunnar Sträng[39]
- Bertil Uggla
- Adolf Heijkenskjöld
- Per Tamm
- Viking Tamm